# مملكة ماري
ماري (بالمسمارية: 𒈠𒌷𒆠؛ تل حريري) كانت دولة سامية قديمة في سوريا حالياً. تُشكل بقاياها تلاً يقع على بعد 11 كيلومتراً شمال غرب مدينة البوكمال على الضفة الغربية لنهر الفرات، على بعد 120 كيلومتراً جنوب شرق دير الزور. ازدهرت كمركز تجاري ودولة مهيمنة بين 2900 قبل الميلاد و1759 قبل الميلاد. بسبب موقعها على النهر ارتبط وجود ماري بموقعها في وسط طرق تجارة الفرات. جعلها هذا الموقع وسيطاً بين حضارة سومر في الجنوب ومملكة إبلا وبلاد الشام في الغرب.
هُجِرَتْ ماري أول مرة في منتصف القرن السادس والعشرين قبل الميلاد ولكن أُعِيدَ بناؤها وأصبحت عاصمة لدولة سامية شرقية مهيمنة قبل 2500 قبل الميلاد. انخرطت ماري الثانية في حرب طويلة مع منافستها إبلا وهي معروفة بتقاربها القوي مع الثقافة السومرية. دُمِّرَتْ في القرن الثالث والعشرين قبل الميلاد من قبل الأكاديين، الذين سمحوا بإعادة بناء المدينة وعينوا حاكماً عسكرياً يحمل لقب شكاناكو («الحاكم العسكري»). أصبح الحكام في وقت لاحق مستقلين مع التفكك السريع للإمبراطورية الأكادية وأعادوا بناء المدينة كمركز إقليمي في وادي الفرات الأوسط. حكم الشكاناكو ماري حتى النصف الثاني من القرن التاسع عشر قبل الميلاد، عندما انهارت السلالة لأسباب غير معروفة. بعد وقت قصير من انهيار الشكاناكو أصبحت ماري عاصمة سلالة ليم الأموري. كانت ماري الأمورية قصيرة العمر حيث ضُمَّتْ من قبل بابل في حوالي 1761 قبل الميلاد لكن المدينة بقيت كمستوطنة صغيرة تحت حكم البابليين والآشوريين قبل أن يُتَخَلَّى عنها وتُنْسَى خلال العصر الهلنستي.
عَبَدَ المريوط الآلهة السامية والسومرية وأسسوا مدينتهم كمركز للتجارة القديمة. وعلى الرغم من أن فترات ما قبل الأموريين تميزت بالتأثير الثقافي السومري الشديد لم تكن ماري عبارة عن مدينة مهاجرين سومريين بل بالأحرى أمة ناطقة بالسامية تستخدم لهجة تشبه الإبلاوية. كان الأموريون ساميون غربيون بدأوا في الاستيطان في المنطقة قبل القرن الحادي والعشرين قبل الميلاد. بحلول عصر سلالة ليم (حوالي 1830 قبل الميلاد) أصبحوا السكان المهيمنين في الهلال الخصيب.
قَدَّمَ اكتشاف ماري عام 1933 نظرة مهمة على الخريطة الجيوسياسية لبلاد ما بين النهرين القديمة وسوريا، وذلك بسبب اكتشاف أكثر من 25000 لوحاً تحتوي على معلومات مهمة حول إدارة دولة خلال الألفية الثانية قبل الميلاد وطبيعة العلاقات الدبلوماسية بين الكيانات السياسية في المنطقة. كما كشفت عن الشبكات التجارية الواسعة التي تعود إلى القرن الثامن عشر قبل الميلاد والتي كانت تربط مناطق بعيدة مثل أفغانستان في جنوب آسيا وكريت في حوض البحر الأبيض المتوسط.

## التسمية

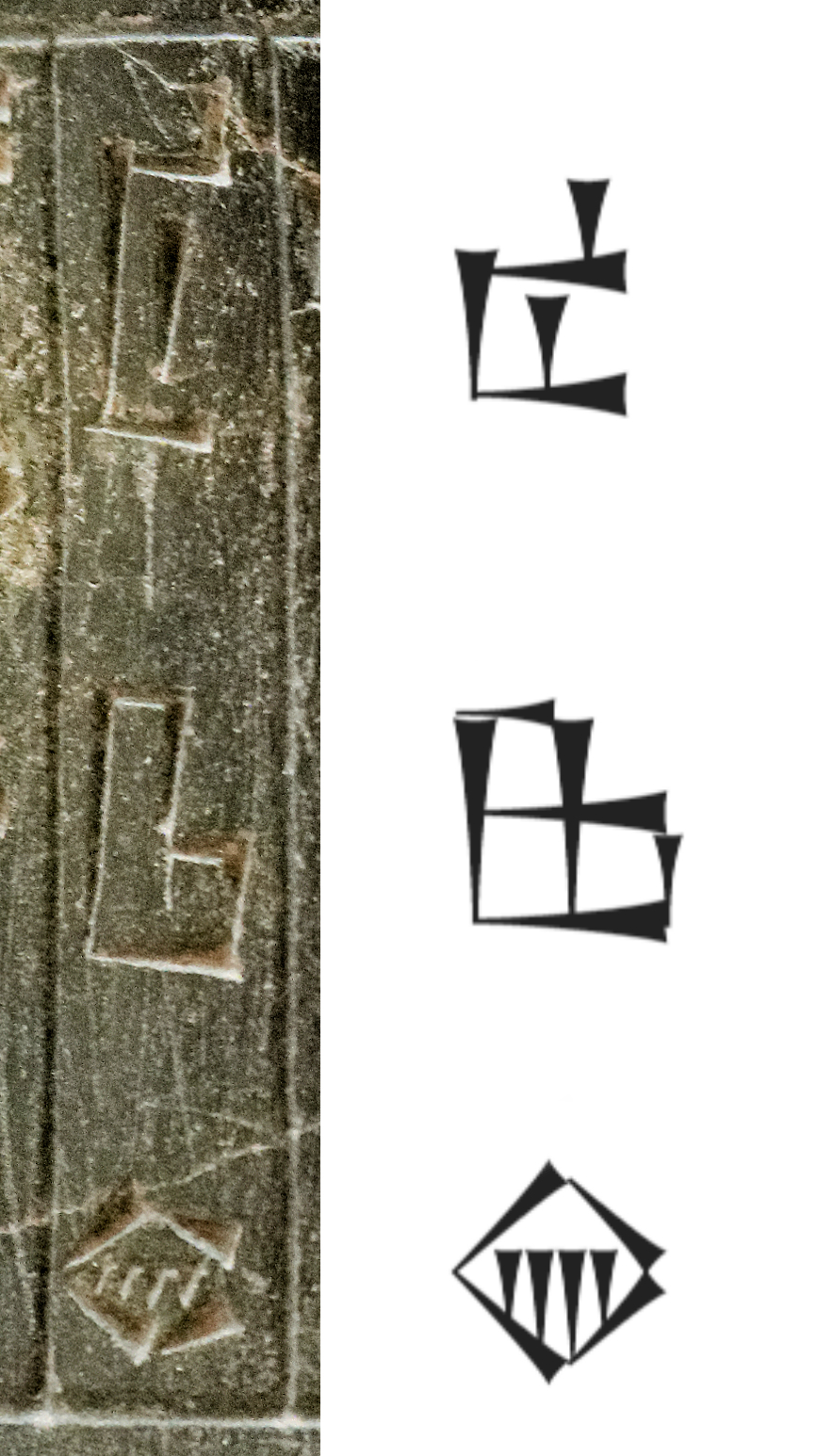
"دولة ماري" (بالمسمارية: ، ماري-كي)، على تمثال إدي إلوم، حوالي 2090 قبل الميلاد

تُكتب باللغة المسمارية 𒈠𒌷𒆠، يمكن رد اسم المدينة إلى مير إله العاصفة القديم في شمال بلاد ما بين النهرين وسوريا والذي كان يعتبر الإله الراعي للمدينة،  كتب عالم الآثار والأشوريات جورج دوسين أن اسم المدينة هُجِّئَ بشكل مطابق لاسم إله العاصفة وخلص إلى أن ماري سميت باسمه.

## تمهيد
ذكر علماء الآثار والمراجع التاريخية والباحثون أن حضارة مزدهرة أنارت بتطورها وقوانينها وتجارتها العالم القديم هي مملكة ماري التي قامت في سوريا حوالي عام 2900 قبل الميلاد، وكان تأسيس هذه المملكة عن طريق سلطة اجتماعية وسياسية ملكية كان لها حضور قوي وموقع دعم في المنطقة على نهر الفرات في سورية، فقامت حضارة عريقة متأصلة ارتقت بين الحضارات هي حضارة ماري، وكان لمدينة ماري عاصمة المملكة دور هام في الطريق التجاري الذي يتبع مسلك الفرات في سورية الداخلية.
ويعتقد أن الخارطة الجغرافية المتغيرة للمنطقة آنذاك حفزت نشوء كثير من المدن الجديدة، من جانب سورية من الساحل إلى الداخل وبلاد الجزيرة السورية وما بين النهرين، فكانت ماري ميناء على نهر الفرات ترتبط مع النهر بقناة مجهزة للملاحة النهرية واستقبال المراكب والسفن التجارية، ضرورة كواصلة بين الطرفين فهي تتوسط المسافة بينهم، فقامت وازدهرت حضارة من أهم الحضارات القديمة لذلك تمت العناية بعاصمة المملكة وهي مدينة ماري ومرافقها لتكون أحد أهم الحضارات المتطورة.

## التاريخ

### المملكة الأولى
يعتقد أن ماري لم تنشأ من مستوطنة صغيرة،  تأسست ماري في حوالي 2900 قبل الميلاد، خلال عصر الأسرات المبكرة في بلاد ما بين النهرين كمدينة جديدة للسيطرة على الممرات المائية لطرق التجارة في نهر الفرات التي تربط بلاد الشام بالجنوب السومري. بُنيت المدينة على بعد نحو كيلومتر إلى 2 كيلومتر من نهر الفرات لحمايتها من الفيضانات،  ورُبطت بالنهر بقناة صناعية يتراوح طولها بين 7 إلى 10 كيلومترات، ومن الصعب تحديد مسارها اليوم.

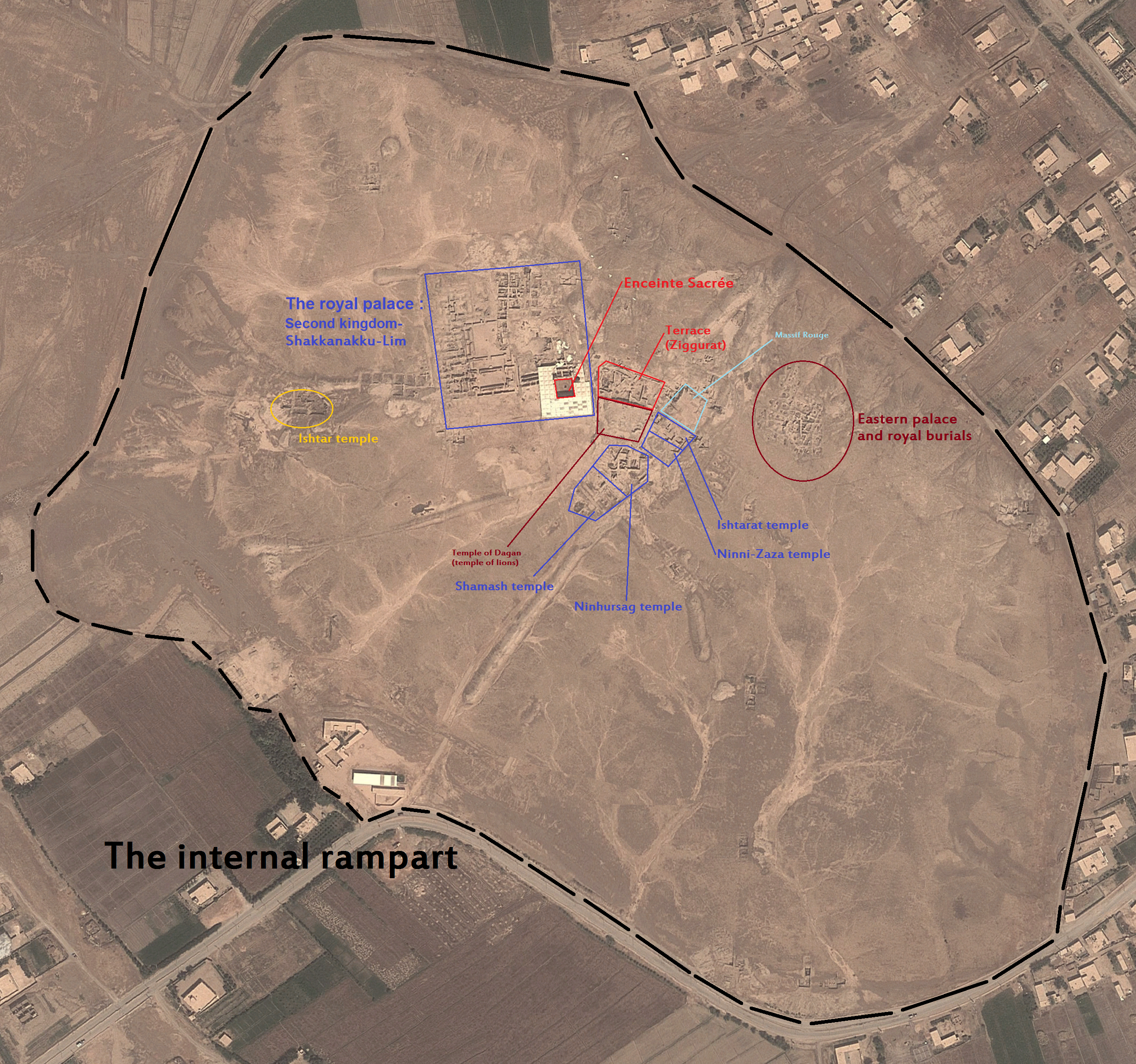
معالم مدينة ماري

يصعب التنقيب في المدينة كونها مدفونة بعمق تحت طبقات سُكنت في وقت لاحق،  تم الكشف عن حاجز فيضاني دائري، يحتوي على منطقة بطول 300 متر للحدائق ومساكن الحرفيين، وسور دفاعي دائري داخلي سميك بسماكة 6.7 متر،  وارتفاع من 8 إلى 10 أمتار، مع تعزيزه بأبراج دفاعية. وتشمل الاكتشافات الأخرى إحدى أبواب المدينة، وشارع يبدأ من الوسط وينتهي عند البوابة، ومنازل سكنية.
كانت ماري تحتوي على تلة مركزية،  ولم يُكتشف معبد أو قصر فيها. وعُثر على مبنى كبير (بأبعاد 32 م × 25 م) يبدو أن له وظيفة إدارية. وكان له أساس حجري وغرف يصل طولها إلى 12 متر، وعرضها 6 أمتار. هُجرت المدينة في حوالي عام 2550 قبل الميلاد في نهاية عصر الأسرات المبكرة الثاني لأسباب غير معروفة.

### المملكة الثانية
في بداية فترة الأسرات المبكرة الثالثة (قبل عام 2500 قبل الميلاد)  أُعيد بناء ماري مرة أخرى. أبقت المدينة الجديدة على العديد من ملامح وسمات المدينة الأولى، مثل السور الداخلي والبوابة. والسد الدائري الخارجي بطول 1.9 كم، ويعلوه جدار بسمك مترين لحماية الرماة. بينما تغير الهيكل الحضري الداخلي بالكامل،  وخُططت المدينة الجديدة بعناية، حيث كانت شوارعها منحدرة من المركز المرتفع إلى البوابات لضمان تصريف مياه الأمطار.

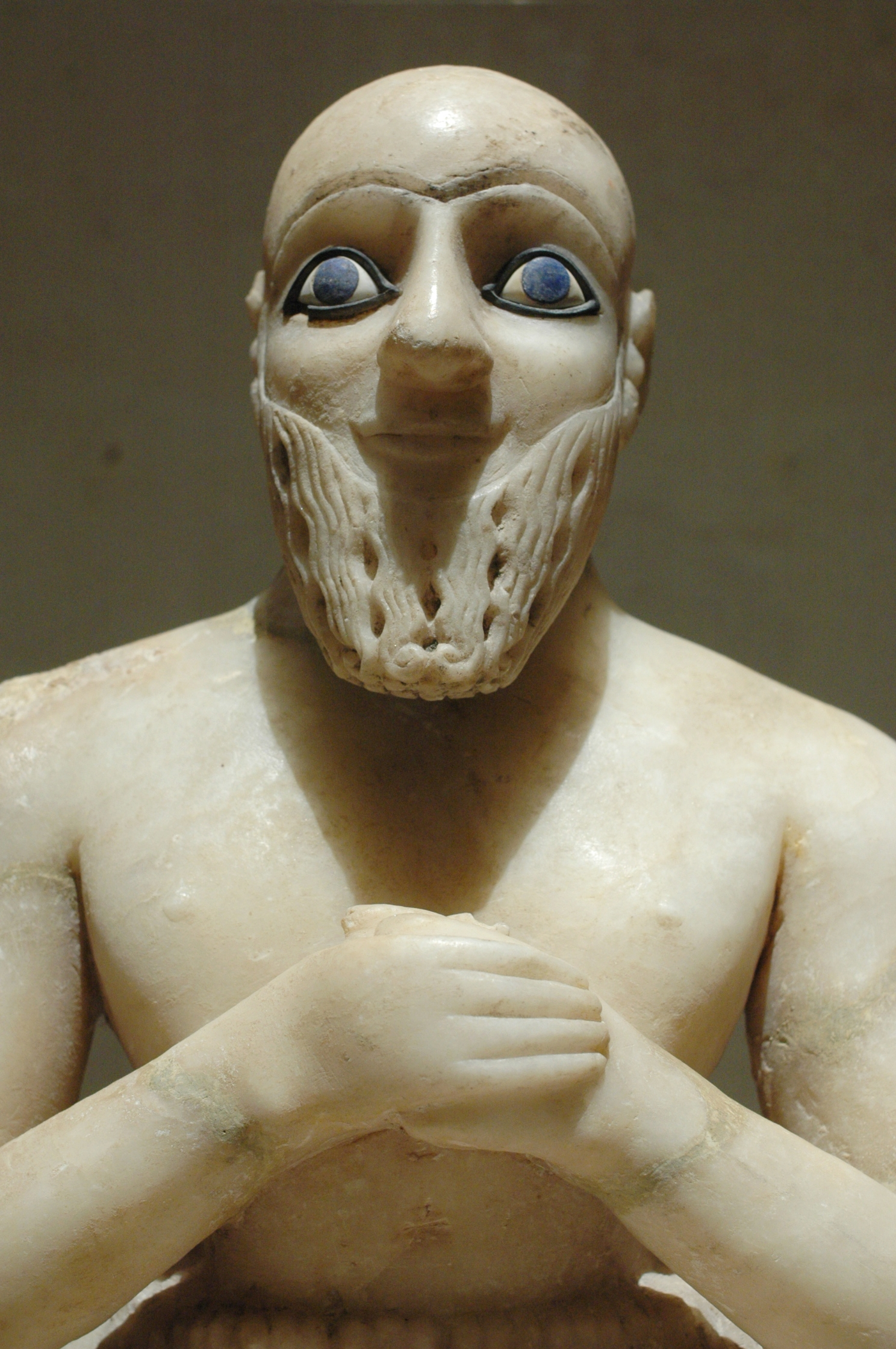
تمثال إبيه إيل، المشرف في ماري. (القرن الخامس والعشرون قبل الميلاد)

وفي قلب المدينة بُني قصر ملكي وكان بمثابة معبد أيضًا. تم اكتشاف أربعة مستويات معمارية متتالية من قصر المملكة الثانية (أقدمها مسمى بـ P3، بينما أحدثه هو P0). أما المستويان الأخيران فيعود تاريخهما إلى الفترة الأكادية. وتشمل النتائج معبدًا مُخصصًا لإله غير معروف،  وقاعة بها عرش محمول على أعمدة، وقاعة بها ثلاثة أعمدة خشبية مزدوجة تؤدي إلى المعبد.
تم اكتشاف ستة معابد أصغر في المدينة، بما في ذلك المعبد المسمى "ماسيف روج" ومعابد مخصصة "لنيني زازا"، وعشتار،  وإنانا، وننهورساج، والشمش. وتقع جميع هذه المعابد في وسط المدينة باستثناء معبد عشتار؛ وتعتبر المنطقة الواقعة بين "المنطقة المقدسة" و"ماسيف روج" المركز الإداري لرئيس الكهنة.
كانت المملكة الثانية مركزًا سياسيًا قويًا ومزدهرًا،  حيث كان ملوكها يحملون لقب لوغال،  ويوجد الكثير منهم في المدينة، وأهم مصدر هو رسالة الملك "إينا داغان" في حوالي 2350 قبل الميلاد،  والتي تم إرسالها إلى إركاب دامو من إبلا، يذكر فيها ملوك ماري السابقين وإنجازاتهم العسكرية. إلا أن قراءة هذه الرسالة لا تزال غير مؤكدة وقد قُدمت لها تفسيرات كثيرة من قبل العلماء.

#### حرب ماري - إبلا

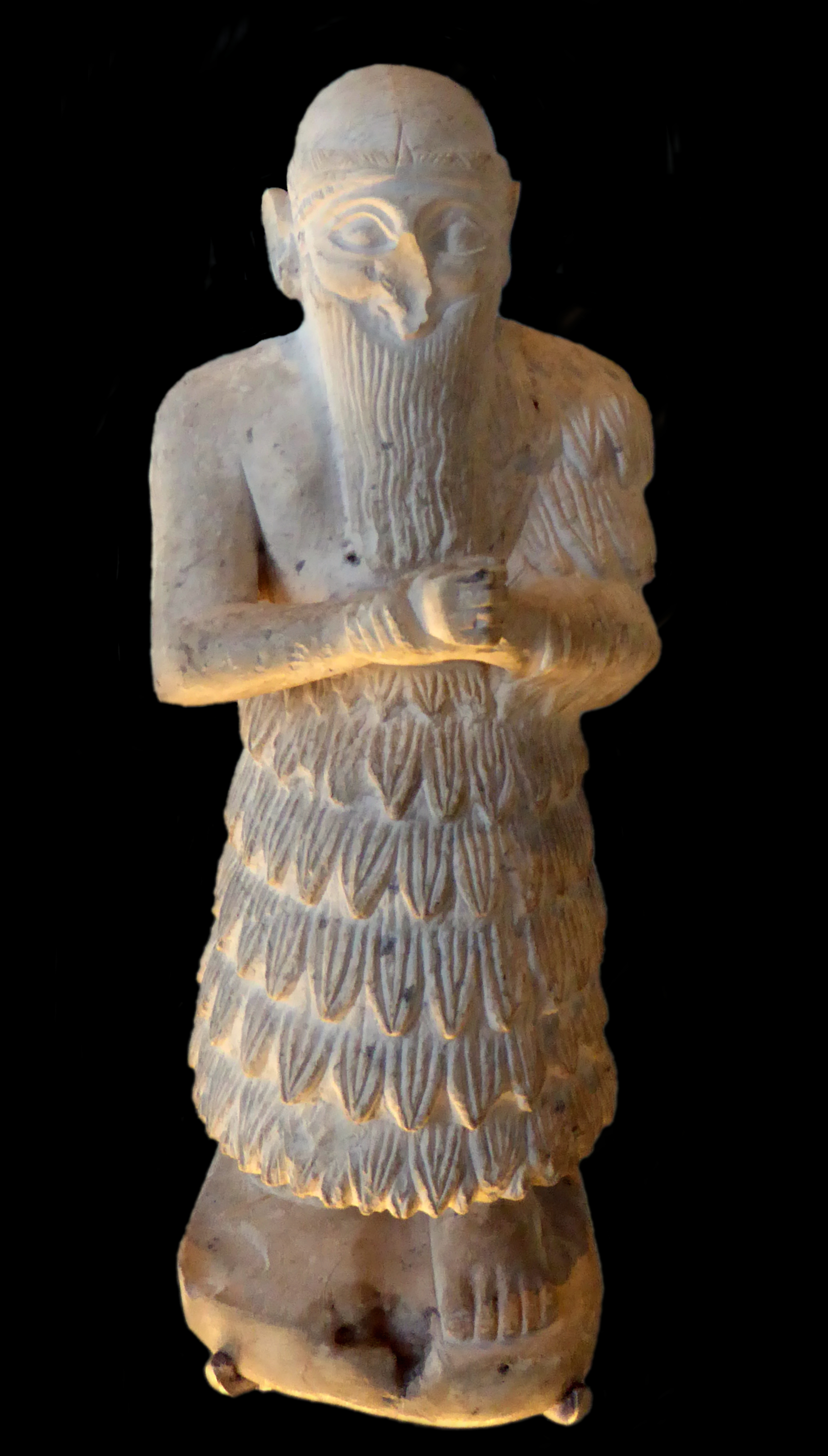
إشكي ماري ملك مملكة ماري الثانية حوالي 2300 قبل الميلاد

أقرب ملك مذكور في رسالة إينا-داغان هو أنسود، حيث ذُكر أنه شن هجومًا على إبلا، المنافس التقليدي لماري وكانت بينهما حرب طويلة،  واحتل العديد من مدن إبلا منها أرض بيلان. الملك التالي المذكور في الرسالة هو "صاومو" الذي غزا أراضي راك ونيروم. هزم ملك إبلا "كون دامو" ماري في منتصف القرن الخامس والعشرين قبل الميلاد. واستمرت الحرب مع غزو "إيشتوب-إيشار" من ماري لإيمار،  في وقت ضعف إبلا في منتصف القرن الرابع والعشرين قبل الميلاد. كان على الملك "إغريش-حلم" ملك إبلا دفع الجزية لملك ماري "إبلول إيل"،  المذكور في الرسالة الذي فتح العديد من مدن إبلا وقام بحملات في منطقة بورمان. كما جمع "إينا داغان" الجزية،  وكان عهده في عهد "إركاب-دامو" من إبلا،  الذي هزم ماري وأنهى الجزية. ثم هزمت ماري ناجار حليف إبلا في السنة السابعة من ولاية وزير إبلا إبريوم، مما تسبب في انسداد طرق التجارة بين إبلا وجنوب بلاد ما بين النهرين عبر شمال بلاد ما بين النهرين.
وصلت الحرب ذروتها عندما تحالف وزير إبلا "إبي سيبيش" مع ناجار وكيش لهزيمة ماري في معركة بالقرب من تيرقا. وتعرضت إبلا لأول دمار بعد سنوات قليلة من تيرقا في حوالي 2300 قبل الميلاد. أثناء عهد ملك ماري هيدار. ووفقًا لألفونسو آرتشي فقد خلف هيدار "إشكي ماري" الذي تم اكتشاف ختمه الملكي، يصور الختم مشاهد المعركة مما دفع آرتشي للإشارة بأنه المسؤول عن تدمير إبلا عندما كان لا يزال ملكًا.

#### تدمير ماري
بعد عقد واحد فقط من تدمير إبلا (حوالي 2300 قبل الميلاد وفقًا للزمن المتوسط)، دُمرت ماري وحُرقت على يد سرجون الأكدي، كما هو موضح في أحد أسماء السنوات التي كانت تستخدم في ذلك الوقت ("العام الذي دمرت فيه ماري").
اقترح مايكل أستور التاريخ ليكون حوالي 2265 قبل الميلاد (التسلسل الزمني القصير). ويُعتقد أن "إشكي ماري" هو آخر ملوك ماري قبل غزوات الإمبراطورية الأكادية. جمع سرجون الأكدي الجزية من ماري وعيلام:

### المملكة الثالثة
هُجرت ماري لجيلين قبل أن يستعيدها الملك الأكادي مانيشتوشو. وعين حاكم عليها يحمل لقب شكاناكو (الحاكم العسكري). واحتفظ الأكاديون بالسيطرة المباشرة على المدينة، وظهر ذلك بوضوح عند تعيين نارام سين الأكادي لاثنين من بناته في مناصب كهنوتية في المدينة.

#### سلالة شكاناكو

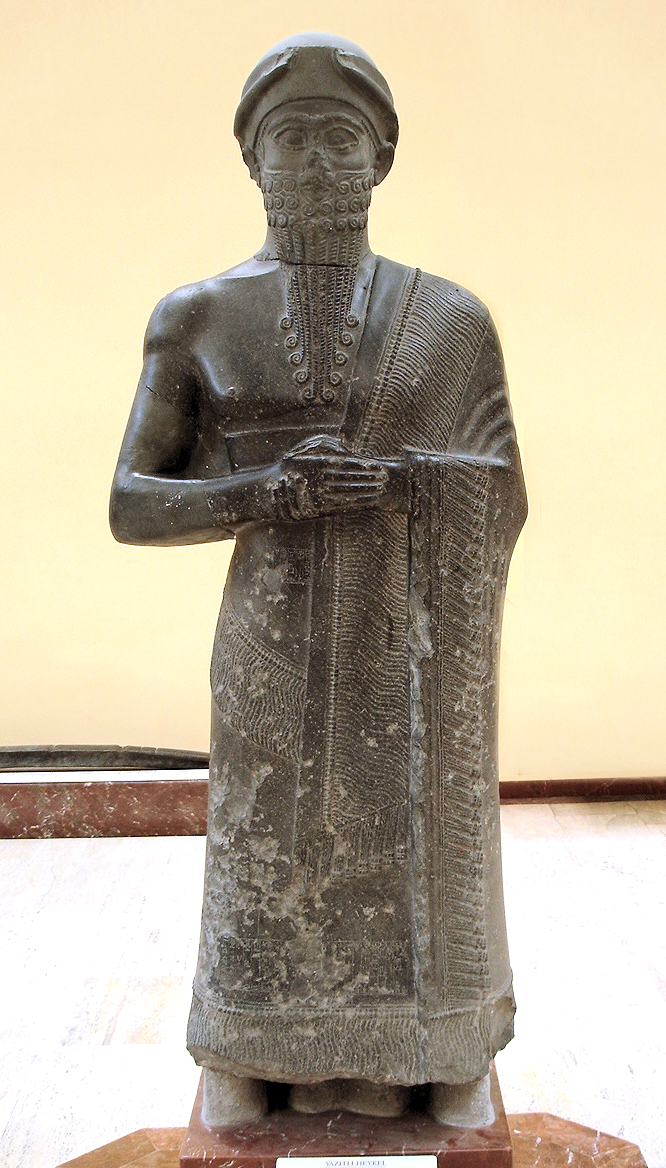
بوزور إشتار الحاكم العسكري لماري في حوالي عام 2050 قبل الميلاد.

كان إديديش أول عضو في سلالة شاكاناكو، الذي عُين في حوالي عام 2266 قبل الميلاد. حكم إديديش لمدة 60 عامًا وفقًا للقوائم،  وتلاه ابنه مما جعل المنصب وراثيًا.
في مملكة ماري الثالثة بقيت المدينة كما هي من حيث الهيكل العام،  بينما بُني قصر جديد لشاكاناكو في مكان القصر الملكي القديم،  وبُني قصر آخر أصغر في الجزء الشرقي من المدينة،  يحتوي على مدافن ملكية تعود إلى فترات سابقة. وأُعيد بناء الأسوار وتقويتها وتحويل السد إلى سور دفاعي يصل عرضه إلى 10 متر. وأبقت على السور المقدس السابق،  ومعبد نينهورساج. واختفت معابد نيني-زازا وعشتارات،  في حين بُني معبد جديد يُسمى "معبد الأسود" وهو مُخصص لداغان،  وكان مصطبة مستطيلة تبلغ أبعادها 40 و20 متر لأغراض التضحية.
انهارت أكاد في عهد شار كالي شاري،  واستقلت ماري، واستمر استخدام لقب شاكاناكو خلال فترة سلالة أور الثالثة. تزوجت أميرة ماري من ابن الملك أور نمو ملك أور, وكانت ماري تحت الهيمنة الفعلية لأور،  ومع ذلك لم تعرقل هذه التبعية استقلال ماري،  واستخدم بعض الحكام العسكريين اللقب الملكي لوغال في نقوشهم التذكارية، بينما استخدموا لقب شاكاناكو في مراسلاتهم مع بلاط أور. وانتهت السلالة لأسباب غير معروفة قبل فترة وجيزة من تأسيس السلالة التالية، في النصف الثاني من القرن التاسع عشر قبل الميلاد.

#### سلالة ليم
شهد الألف الثاني قبل الميلاد في الهلال الخصيب توسع الأموريين، وبلغ هذا التوسع ذروته بالسيطرة على مُعظم المنطقة،  وشمل هذا التوسع ماري في حوالي 1830 قبل الميلاد وأصبحت مقراً لسلالة ليم الأمورية في عهد الملك "يجيد ليم". أظهرت الأدلة الكتابية والأثرية درجة عالية من التواصل بين عصري الشكاناكو والأموريين.
كان "يجيد ليم" حاكم "سوبروم" قبل أن يثبت نفسه في ماري،  وعقد تحالفًا مع إيلا كبكابو ملك إكلاتوم، قبل أن تتدهور العلاقات بينهما وتتحول إلى حرب مفتوحة،  انتهت بأسر ""يهدون ليم"" وريث يجيد ليم، ووفقًا للوحة وجدت في ماري فقد قُتل يجيد ليم على يد خدمه. وفي حوالي 1820 قبل الميلاد اتسم حكم "يهدون ليم" بالسيطرة والقوة.

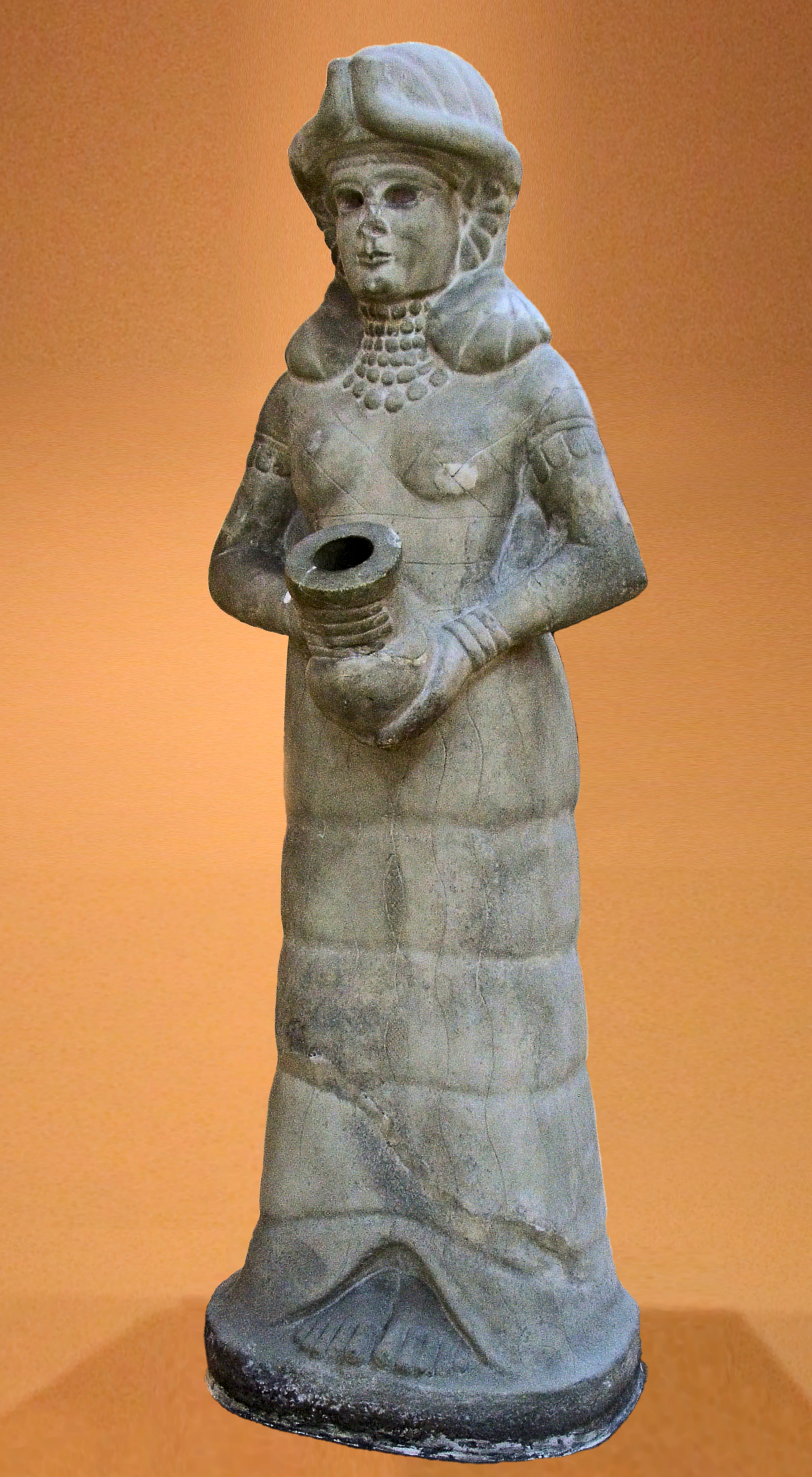
إلهة المزهرية ماري في القرن الثامن عشر قبل الميلاد

بدأ "يهدون ليم" حكمه بقمع سبعة من زعماء القبائل المتمردين، وإعادة بناء أسوار ماري وترقة، وبناء حصن جديد أطلق عليه اسم "دور يهدون ليم". ثم توسع غربًا وزُعم أنه وصل إلى البحر الأبيض المتوسط،  لكنه اضطر فيما بعدذ إلى مواجهة تمرد قبيلة بنو يمين المتمركزة في توتول، وكانت هذه القبائل المتمردة مدعومة من ملك يمحاض سومو-إبو، الذي تعرضت مصالحه للتهديد بسبب التحالف بين "يهدون ليم" إشنونة.
هزم "يهدون-ليم" قبيلة بنو يمين، وتجنب حرب مفتوحة مع يمحاض،  بعد أن أنشغل ملك ماري بتنافسه مع شمشي أدد الأول ملك شوبات إنليل، ابن "إيلا كبكابو". وانتهت الحرب بهزيمة ماري, واغتيل "يهدون ليم" في حوالي 1798 قبل الميلاد على يد ابنه المحتمل "سومو-يمام"،   والذي أُغتيل بعد عامين من توليه العرش، وتقدم شمشي أدد وسيطر على ماري.

#### عصر شمشي أدد واستعادة ليم
عيّن "شمشي أدد" ابنه ياسماخ أدد على عرش ماري، وتزوج الملك الجديد من ابنة يهدون ليم [الإنجليزية]،  في حين لجأت عائلة ليم إلى ملاذ في يمحاض،  وبُررت رسميًا عملية الضم بما اعتبره شمشي-أدد أعمالًا خاطئة من جانب عائلة ليم. ولتعزيز موقفه ضد عدوه الجديد يمحاض، زوج شمشي أدد ابنه "شمشي أدد" بابنة إيشي أدو [الإنجليزية] من قطنا "بيتلوم". لكن ياسماخ أدد أهمل عروسته، مُتسببًا في أزمة مع قطنا، وأثبت أنه قائد غير قادر، مما أثار غضب والده الذي توفي عام حوالي 1776 قبل الميلاد،  بينما كانت جيوش ياريم-ليم الأول ملك يمحاض تتقدم لدعم زميري ليم وريث أسرة ليم.

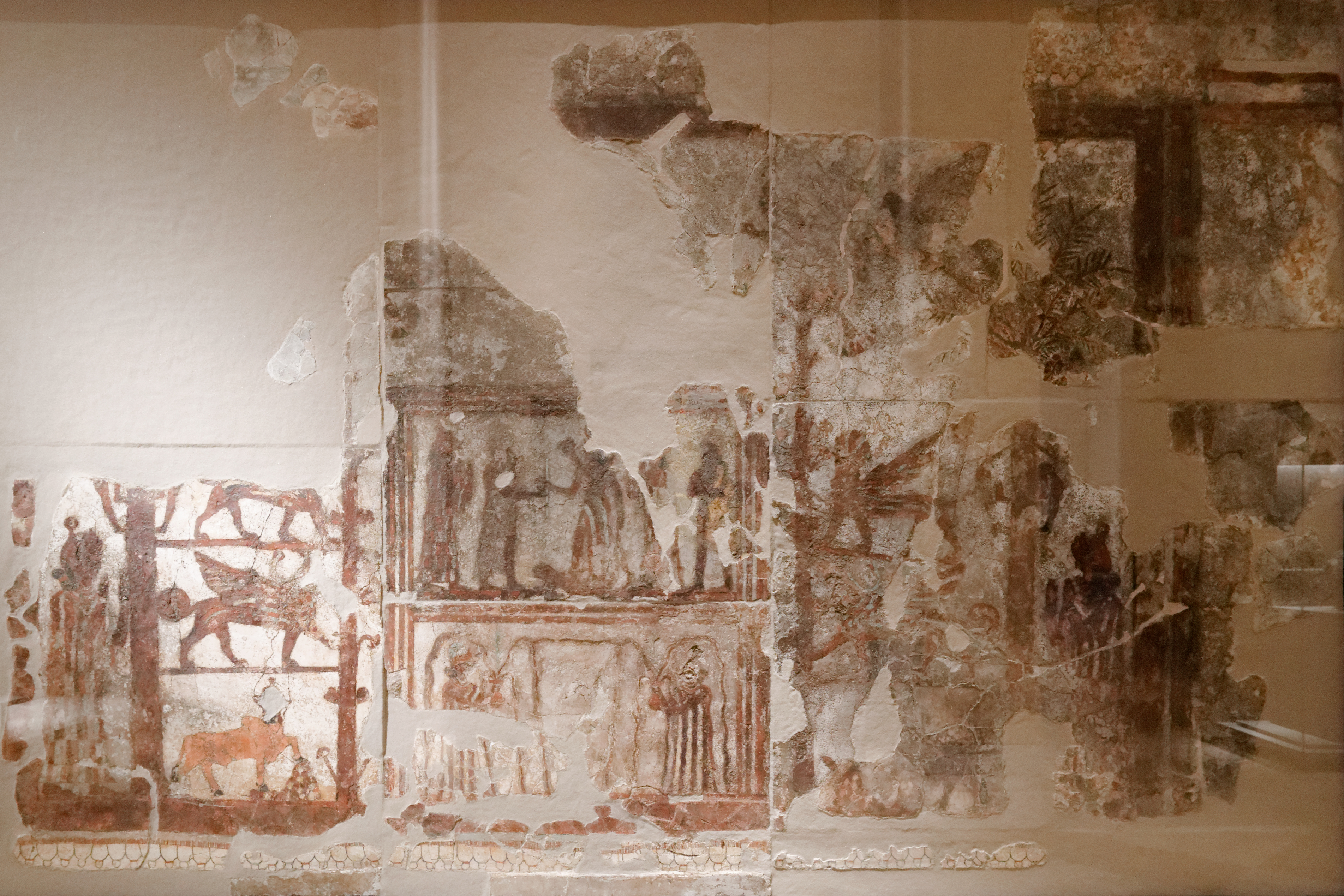
استقصاء زميري ليم (القرن الثامن عشر قبل الميلاد)

مع تقدم "زميري ليم"، أطاح زعيم بني شمال وهي قبيلة "زميري ليم" بحكم ياسماخ أدد،  وفتح الطريق أمام "زميري ليم" الذي وصل بعد أشهر قليلة من فرار ياسماخ ليم،  وتزوج الأميرة شيبتو ابنة "ياريم ليم الأول" بعد وقت قصير من تتويجه على العرش في حوالي 1776 قبل الميلاد. أثر صعود "زميري ليم" إلى العرش بمساعدة "ياريم ليم الأول" على مكانة ماري، حيث أشار "زميري ليم" إلى "ياريم ليم" باعتباره والده، وكان بإمكان ملك يمحاض أن يأمر ماري بالوساطة بين إله يمحاض الرئيسي هدد وزميري-ليم الذي أعلن نفسه خادمًا لهدد.
بدأ "زميري ليم" حكمه بحملة ضد بنو يمين، وأسس تحالفات مع إشنونة وحمورابي ملك بابل،  وأرسل جيوشه لمساعدة البابليين. وجه الملك الجديد سياسته التوسعية نحو الشمال في منطقة الخابور العليا، والتي سُميت إداماراز،  حيث أخضع الممالك الصغيرة المحلية في المنطقة مثل أوركيش، وتلهيوم ، وأجبرهم على التبعية.
قُوبل هذا التوسع بمقاومة "قرني ليم" ملك أنداريج [الإنجليزية]،  الذي هُزم في حوالي 1771 قبل الميلاد،  وازدهرت المملكة كمركز تجاري ودخلت فترة سلام نسبي. كان نسبي إرث لزميري ليم هو تجديد القصر الملكي، الذي احتوى على 275 غرفة بعد التجديد والتوسيع،  واحتوى قطع أثرية جميلة مثل "تمثال آلهة المزهرية"،  وأرشيف ملكي يحتوي على آلاف الألواح الطينية.
تأزمت العلاقات مع بابل بسبب نزاع حول مدينة هيت واستغرقت المفاوضات وقتًا طويلًا،  وشملت هذه الفترة حرب المملكتين ضد عيلام في حوالي 1765 قبل الميلاد. وفي النهاية غزا حمورابي المملكة، حيث زميري ليم في معركة في حوالي 1761 قبل الميلاد وأنهى سلالة ليم،  في حين أصبحت ترقة عاصمة دولة صغيرة اسمها مملكة خانا.

### فترات لاحقة

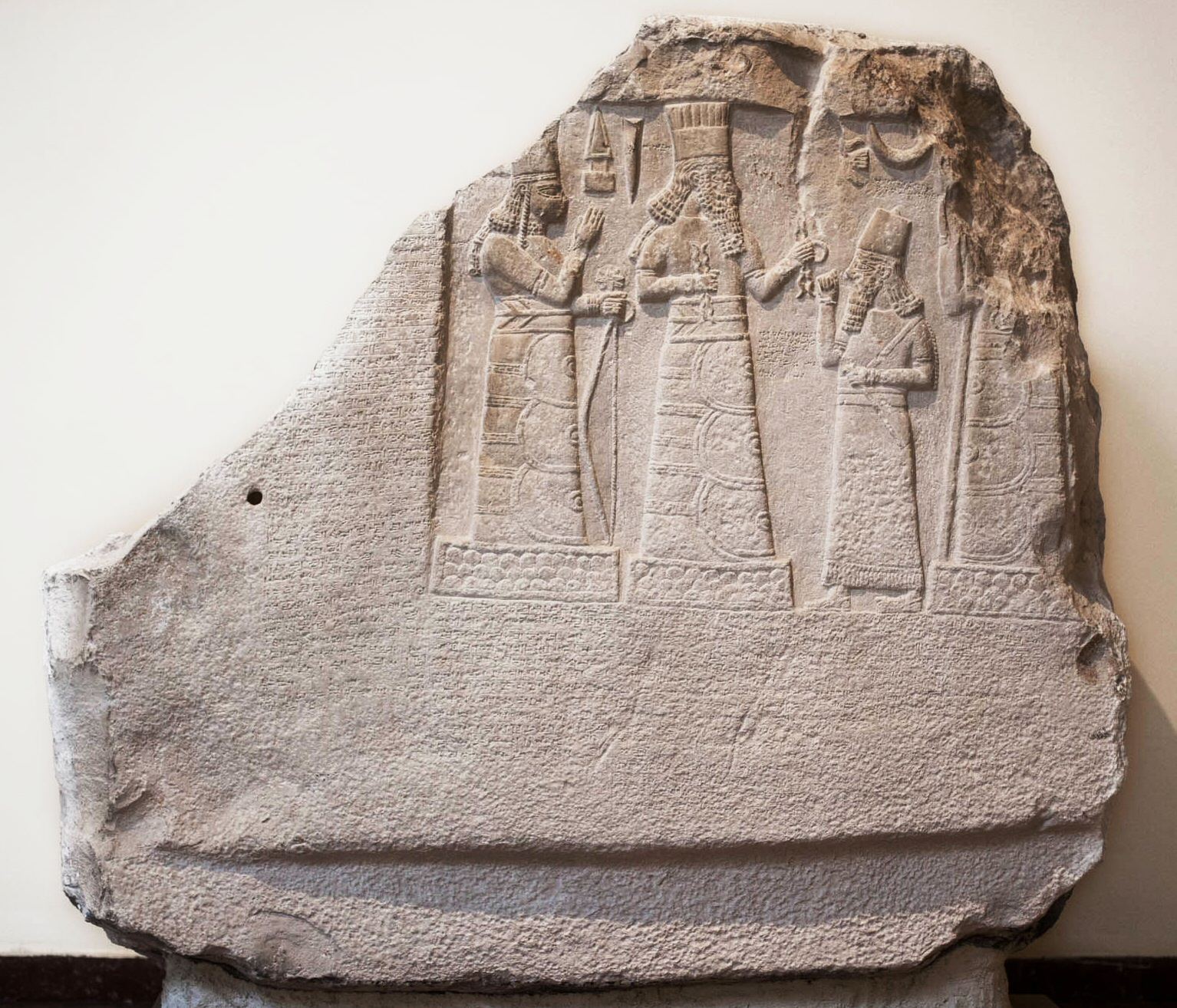
شمش-ريشا-أوسور (حوالي 760 قبل الميلاد)

نجت ماري من الدمار وتمردت على بابل في حوالي 1759 قبل الميلاد، فرد حمورابي بتدمير المدينة بأكملها. ومع ذلك فقد يكون حمورابي سمح لماري بالبقاء كقرية صغيرة تخضع للإدارة البابلية (وفقًا لمارك فان دي ميروب). وفي وقت لاحق أصبحت ماري جزءًا من آشور وأُدرجت ضمن الأراضي التي غزاها الملك الآشوري توكولتي نينورتا الأول (حكم 1243-1207 قبل الميلاد). بعد ذلك تغيرت ملكية ماري باستمرار بين آشور وبابل.
في منتصف القرن الحادي عشر قبل الميلاد، أصبحت ماري جزءًا من هانا، حيث تولى ملكها توكلتي-مير عنوان ملك ماري وثار ضد آشور، مما دفع الملك الآشوري آشور بيل كالا لمهاجمة المدينة. أصبحت ماري بشكل قاطع خاضعة لسلطة الإمبراطورية الآشورية الجديدة، وولي عليها نيرجال-إريش في النصف الأول من القرن الثامن قبل الميلاد تحت سلطة الملك أداد نيراري الثالث (حكم 810-783 قبل الميلاد).
في عام 760 قبل الميلاد عُين "شمش ريشا أسور"  حاكمًا مستقلًا لحكم أجزاء من منطقة وسط الفرات العليا تحت سلطة آشور دان الثالث، ونصب نفسه حاكمًا لأراضي سوهو وماري، وكذلك فعل ابنه نينورتا كودوري أسور. وفي تلك الفترة كان من المعروف أن ماري تقع في ما يسمى بأرض لاكي، مما يجعل من غير المرجح أن تسيطر عليها عائلة أسور بالفعل، ويشير إلى هذا اللقب قد استخدموه لأسباب تاريخية. واستمرت المدينة كمستوطنة صغيرة حتى العصر الهلنستي قبل أن تختفي من السجلات.
دمر تنظيم داعش ونهب الموقع خاصة القصر الملكي بشكل منهجي. وكانت من أوائل المواقع الأثرية التي سيطر عليها داعش.

## السكان واللغة والحكم

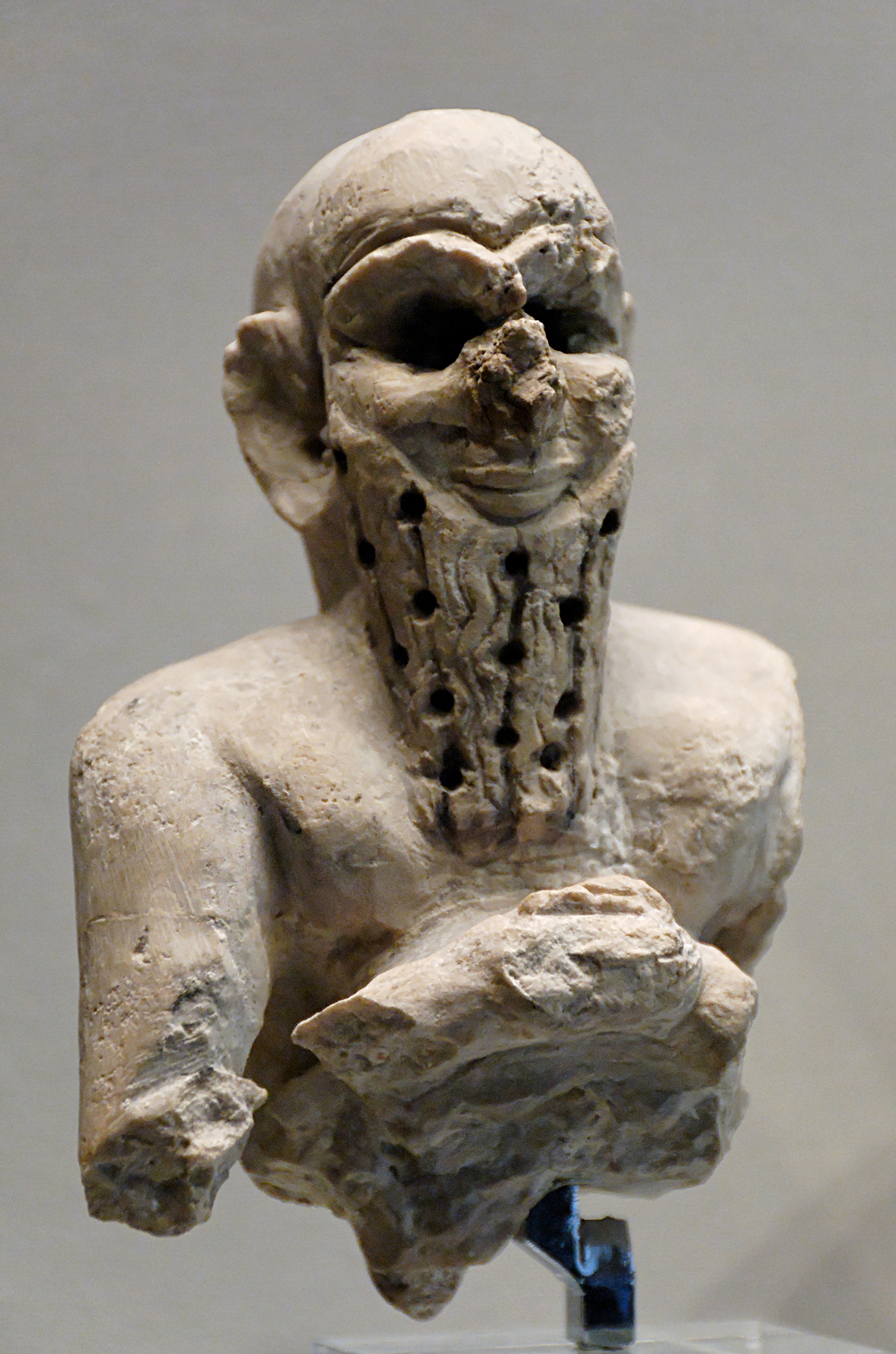
ماريوت من المملكة الثانية. (القرن الخامس والعشرون قبل الميلاد)

قد يكون مؤسسو المدينة الأولى سومريين أو على الأرجح أشخاصًا يتحدثون السامية الشرقية من تيرقا في الشمال. يربط إيغناس جيلب بين تأسيس ماري وحضارة كيش،  التي كانت كيانًا ثقافيًا للسكان الناطقين بالسامية الشرقية، امتدت من وسط بلاد ما بين النهرين إلى إبلا في بلاد الشام الغربية.
في أوجها كانت إبلا موطنًا لحوالي 40 ألف شخص. وكان سكانها يتحدثون باللغة السامية الشرقية واستخدموا لهجة تشبه إلى حد كبير اللغة الإبلاوية،  بينما في فترة شكاناكو كانت تضم سكانًا يتحدثون اللغة السامية الشرقية الأكدية. ظهرت الأسماء السامية الغربية في ماري في عصر المملكة الثانية،  وفي منتصف العصر البرونزي أصبحت القبائل السامية الأمورية الغربية تشكل غالبية المجموعات الرعوية في وديان الفرات الأوسط والخابور. وظهرت الأسماء الأمورية في المدينة في نهاية فترة شكاناكو حتى بين أفراد الأسرة الحاكمة.

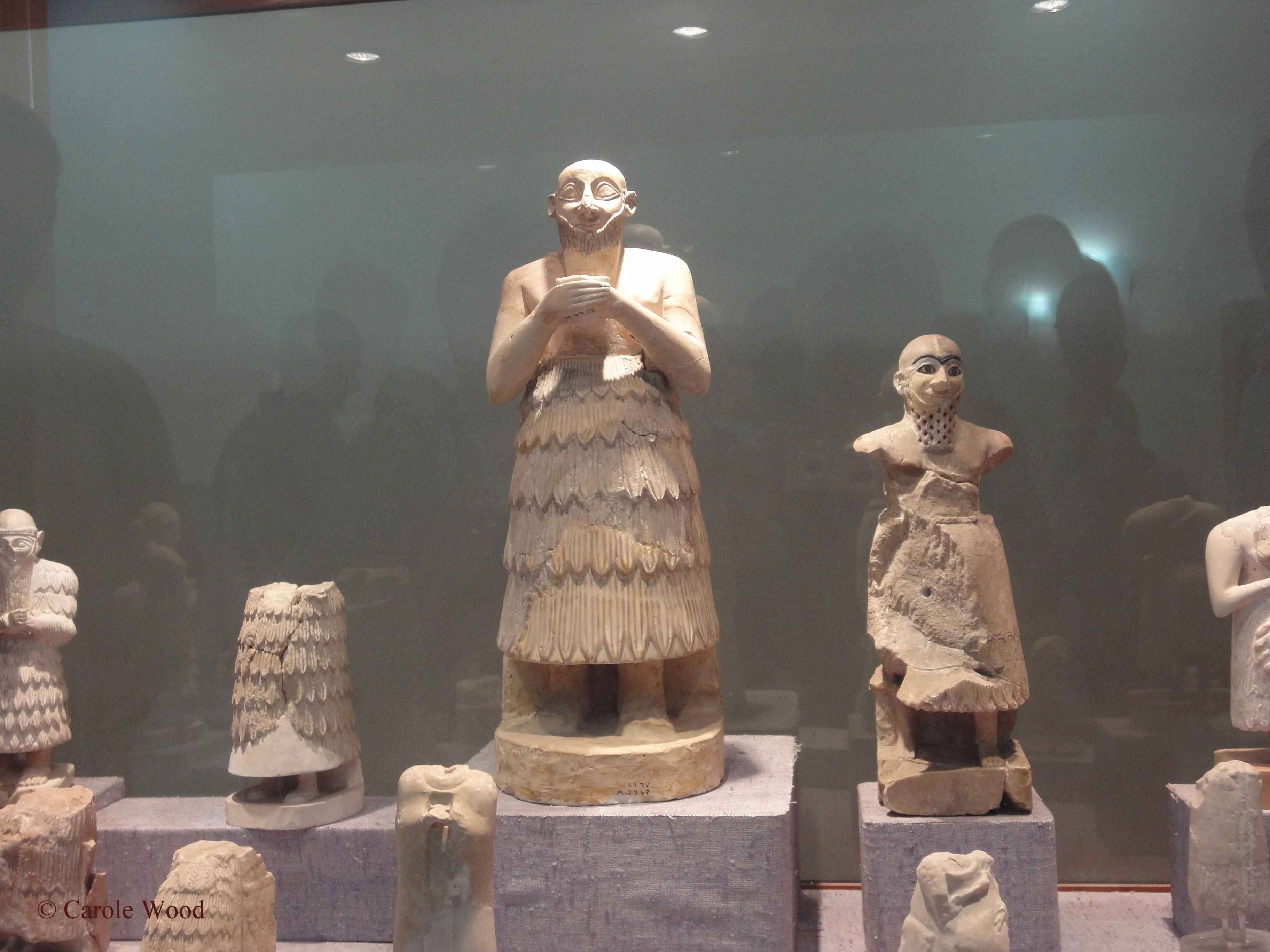
تماثيل ماري في المتحف الوطني بحلب.

خلال حقبة ليم أصبح السكان في الغالب أموريون بجانب أشخاصًا بأسماء أكادية، وعلى الرغم من أن اللغة الأمورية أصبحت اللغة السائدة، إلا أن الأكادية ظلت لغة الكتابة. وكان يُطلق على الأموريون الرعويين في ماري اسم "خنانيون"، وهو مصطلح يشير إلى البدو بشكل عام،  وانقسم هؤلاء الخنانيون إلى "بنو يمين" (أبناء اليمين) و"بنو شمال" وكانت السلطة الحاكمة تنتمي إلى فرع بنو شمال. وكانت المملكة أيضًا موطنًا لقبائل السوتانيون الذين عاشوا في منطقة تيرقا.
كانت ماري ملكية مطلقة، حيث يسيطر الملك على كل جانب من جوانب الإدارة، بمساعدة الكتبة الذين لعبوا دور الإداريين. وفي عهد ليم قُسمت ماري إلى أربع مقاطعات بالإضافة إلى العاصمة، وكانت مقاعد المقاطعات تقع في ترقة، وسجاراتوم [الإنجليزية]، وقطونان، وتوتول. وكان لكل مقاطعة بيروقراطيتها الخاصة،  وزودت الحكومة القرويين بالمعدات الزراعية مقابل حصة في الحصاد.

## الثقافة والدين

### الدين

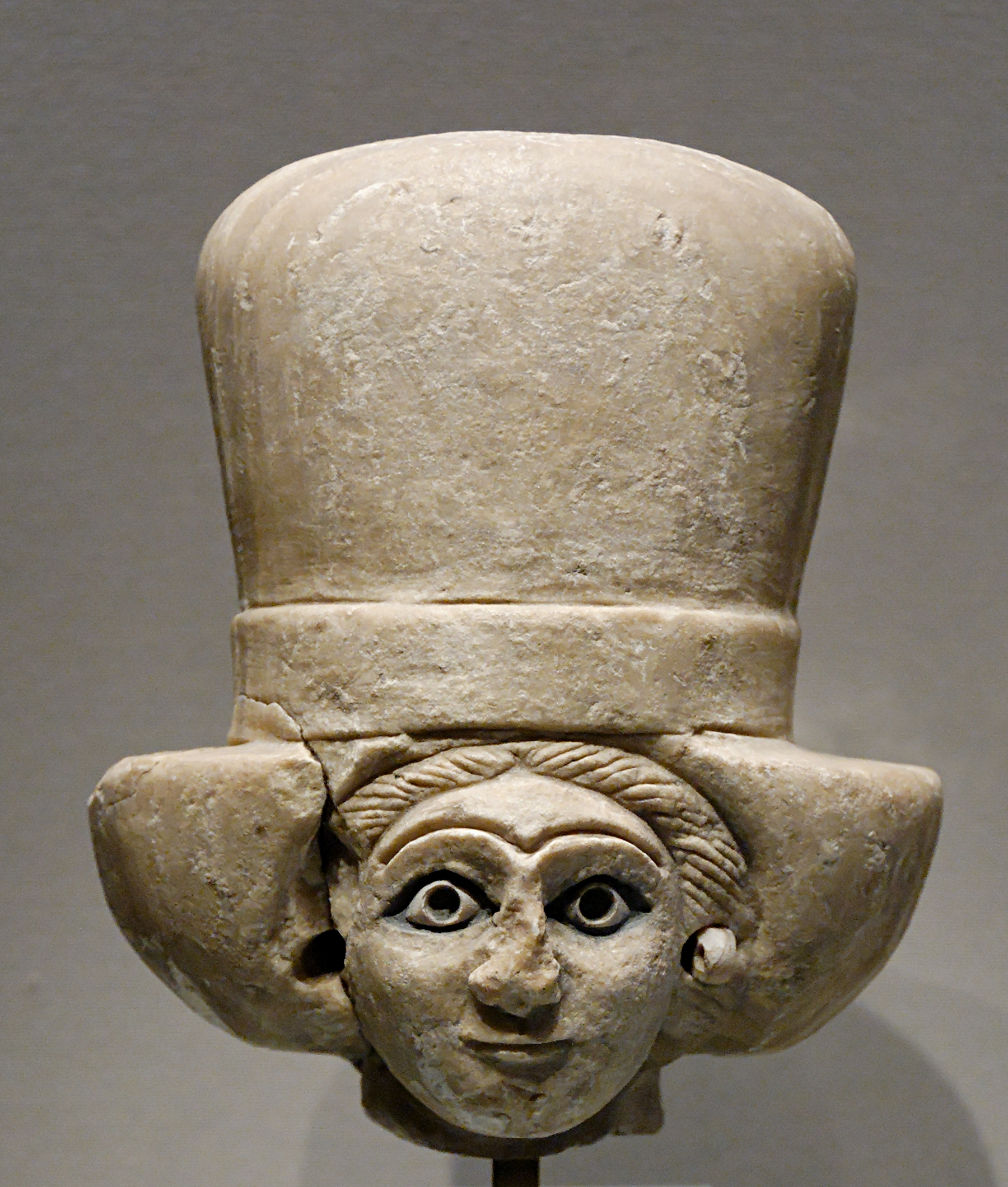
امرأة ماريوت. (القرن 25 قبل الميلاد)

تأثرت المملكتان الأولى والثانية بشدة بالجنوب السومري. كان المجتمع بقيادة الأوليغارشية الحضرية، وكان المواطنون معروفين جيدًا بتصفيفات الشعر واللباس. اعتمد التقويم على سنة شمسية مقسمة إلى اثني عشر شهرًا، وكان نفس التقويم المستخدم في إبلا «التقويم الإيبلايت القديم». كتب الكتبة باللغة السومرية وكان الفن لا يمكن تمييزه عن الفن السومري، وكذلك كان النمط المعماري.
استمر تأثير بلاد ما بين النهرين في التأثير على ثقافة ماري خلال العصر الأموري، وهو ما يتضح في أسلوب الكتابة البابلي المستخدم في المدينة. إلا أنها كانت أقل تأثيراً من الفترات السابقة وساد أسلوب سوري مميز، وهو ما يُلاحظ في أختام الملوك التي تعكس أصلًا سوريًا واضحًا. كان المجتمع قبليًا، وكان يتألف في الغالب من المزارعين والبدو، وعلى عكس بلاد ما بين النهرين، كان للمعبد دور ثانوي في الحياة اليومية حيث استثمرت السلطة في الغالب في القصر. تمتعت النساء بمساواة نسبية مع الرجال، حكمت الملكة شيبتو باسم زوجها أثناء غيابه، وكان لها دور إداري واسع وسلطة على كبار المسؤولين في زوجها.
استندت، الذهنية الاعتقادية في ماري العمورية، إلى العامل الاقتصادي التجاري الذي أدى إلى حالة من التنوع في الألوهة، سواء لجهة الألوهة السومرية أو لجهة الألوهة العمورية، كانت تسير في حالة من التعايش والتآلف الديمغرافي – الاجتماعي. ويشار إلى خلو وثائق ماري من ذكر لصراعات بين رموز إلهية وأتباعها، وهذا يعبّر عن خاصية مهمة في حضارة المشرق حيث ثمة انفتاح وتفاعل وتعايش تحت سقف الولاء للدولة.
يضم البانثيون آلهة سومرية وسامية، وطوال معظم تاريخها، كان داجون رئيس ماري للبانثيون، بينما كان مير هو الإله الراعي. وشملت الآلهة الأخرى الآلهة السامية. عشتار إلهة الخصوبة، عثتر، وشمش، إله الشمس الذي كان يعتبر من أهم الآلهة في المدينة، ويعتقد أنه يعرف كل شيء ويرى كل شيء. شملت الآلهة السومرية نينهورساج ودوموزي وإنكي وآنو وإنليل. كان للعرافة دور مهم في المجتمع، حيث ضمت المعابد من العرافين الذين قدموا الاستشارة للملك وشاركوا في الأعياد الدينية.
وقد حفلت ماري بالرموز الإلهية ومعابدها، فمن معبد عشتار إلى معبد شمش، ونينهور ساج وعشتار تونيني زازا، وهذا يمنح دليلاً على حالة التفاعل الاجتماعي والتآلف اللذين ساهما في ازدهار ماري، ووسط كل هذا يحتل الإله «دجن» المرتبة الأولى في نسق الألوهة المارية، وكذلك عشتار. والإله دجن إله كنعاني - عموري، وفي معرض مقابلة اسم الإله دجن مع اللغة العربية، نجد أن هذا الاسم يرد (دُجن، دِجان، دُجون) ويعني الغيم المطبق، المطر الكثير. كذلك حظيت عشتار بأهمية جيدة في النسيج الاعتقادي في ماري، بل وفي المشرق عامة، فنجد معابدها في ماري وأوروك وكيش وإيبلا... إلخ، واعتبرت عشتار آلهة الخصب وتتصف بأنها بلا زوج. تعددت الآلهة في مملكة ماري، وهذا يدل على أنها مدينة ذات تنوع وتعددية، حكمتها منظومة تجارية ولا سيما في مجال العبور التجاري والذي يشكل أداة تفاعل بين ثقافات مختلفة.
وقد كان للكهان والمتنبئين دور هام في ماري، ويدعى أحدهم «نبو» حيث يقدمون للملك رؤاهم حوال مجريات الأمور والأخطار المحدقة بالمدينة، وتشير إحدى وثائق ماري خطّها «نبو» ونقلتها شيبتو الملكة إلى زوجها الغائب في المعارك، حيث تطمئنه إلى أن الإله يحمي مدينة ماري وأن أحداً لا يستطيع المساس بها. ومن خلال النصوص المسمارية، يلاحظ أن الآلهة مؤنسنة، فهي من صنع الإنسان، ولذلك فهي تأكل وتشرب وتسمع الموسيقى وترقص. وكانت الذهنية الاعتقادية تعتقد أن تقديم القرابين للآلهة يجعلها في مزاج حسن وبالتالي تتجنب غضبها، وهذه القرابين تسمى «تهدئة كبد الآلهة».
قدمت نصوص ماري ما يزيد على 125 اسماً إلهياً مقدساً مثل: شمش، سين، أدد، عشتار، إيا، ننهورساج، داجان، الخ.. أما الأضاحي المقدمة للآلهة فكانت دوماً من الخراف الذكور، وكانت تؤكل بعد ذبحها، مع ملاحظة أن الكنعانيين كانوا يحرقونها. وتشير الوثائق أيضاً إلى ظهور اسم إله هو أتور مير وتعني بوابة ماري، وربما هذا يعطي دلالة إلى وجود إله قديم في ماري أعطاها اسمه.
كما عثر على زقورات ذات وظيفة اعتقادية ودنيوية. كما أن مساكن الكهنة كانت تقام إلى جوار المعابد. وقد أبانت مكتشفات ماري على نشوء ظاهرة جديدة تمثلت في إنشاء قصر ـ معبد، وهي ظاهرة مميزة بين مدن المشرق العربي آنذاك. وربما هذا يدل على وجود نوع من التصالح بين السلطتين الاعتقادية والزمنية.
وقد عثر أيضاً على مجموعة كبيرة من تماثيل العباد الورعين في معابد ماري، والذي يرجّح أنه كانت هناك ورشات عمل تنتج تماثيل بشرية متشابهة تبيعها للراغبين من الرجال والنساء. وعلى مدى عدة قرون 2700 ـ 2350 ق.م أنتجت ورشات ماري تماثيل رجال مثلوا وقوفاً، أو في بعض الأحايين جلوساً، حفاة يرتدون مئزراً معذقاً بأكمله أو طرفه فقط، يشده إلى الخصر أحزمة، ويستر النصف السفلي من الجسم، أما النصف العلوي فيبقى عار. ومثّلت النساء واقفات وجالسات حفاة يرتدين ثوبا فضفاضا يستر الجسم.

## الاقتصاد
كانت ماري الأولى تحتوي على أقدم ورشة لصنع العجلات تم اكتشافها في سوريا حتى الآن،  وكانت مركزًا لصناعة المعادن البرونزية. كما احتوت المدينة على مناطق مخصصة لصهر المعادن والصباغة وصناعة الفخار،  باستخدام الفحم الذي تجلبه المراكب النهرية من منطقة الخابور العليا والفرات.
أعتمد اقتصاد المملكة الثانية على الزراعة والتجارة. وكان اقتصادًا مركزيًا وموجهًا من خلال تنظيم جماعي،  حيث تُخزن الحبوب في مخازن جماعية وتُوزع وفقًا للوضع الاجتماعي. كما سيطر التنظيم على قطعان الحيوانات في المملكة. وكانت بعض المجموعات مستفيدة بشكل مباشر من القصر بدلاً من التنظيم الجماعي، مثل مُنتجي المعادن والمنسوجات والمسؤولين العسكريين. كانت إبلا شريكًا تجاريًا مهمًا ومنافسًا،  جعل موقع ماري منها مركزًا تجاريًا مهمًا على طول الطريق الرابط بين بلاد الشام وبلاد ما بين النهرين.
حافظت ماري العمورية على جوانب الاقتصاد القديمة، واعتمدت بشكل كبير على الزراعة المروية على طول وادي الفرات. وظلت المدينة مركزًا تجاريًا للتجار من بابل والممالك الأخرى،  حيث تُنقل البضائع من الجنوب والشرق على متن قوارب نهرية متجهة إلى الشمال والشمال الغربي والغرب. وكانت التجارة الرئيسية تشمل المعادن والقصدير من الهضبة الإيرانية المصدرة غربًا حتى جزيرة كريت. وشملت السلع الأخرى النحاس من قبرص، والفضة من الأناضول، والخشب من لبنان، والذهب من مصر، وزيت الزيتون، والنبيذ، والمنسوجات، وحتى الأحجار الكريمة من أفغانستان الحديثة.

### نشوء المدن وظهور الزراعة
سورية بين ظهور الزراعة ونشوء المدن الأولى (الألف التاسع ق.م _ 3500ق.م):
مع الألف الثامن قبل الميلاد نلاحظ أن الزراعة شملت معظم مواقع مناطق شرق سوريا فهي من أقدم مناطق الاستيطان البشري في التاريخ، بالإضافة إلى تطور تدجين الحيوان الذي بدأ من هنا من قلب الجزيرة السورية. وقد لوحظ أن النمط المعماري للمساكن قد أخذ بعدا جديدا عبر التصاق المساكن ببعضها البعض، ما يعطي انطباعا بمعالم الاستقرار الدائم، وهذا ما يستتبع تعميق أواصر اللحمة الاجتماعية وترسخ التقاليد المجتمعية بحيث إن عالم الزراعة خلق إيقاعا مجتمعيا تبعا لإيقاع الطبيعة والفصول، وهذا ما انعكس في الذهنية المجتمعية وما تبدى من نشوء الأساطير الشفوية الخصبية وعوالمها الاعتقادية.
ولعل التطور المتبدي في أوجه النشاط الزراعي، والتعاون الاجتماعي المنبثق عنه أدى إلى تطورات في استخدام وسائل الري الصناعي عبر الأقنية والسدود والسواقي، وهذا سوف يؤدي إلى نشوء الزراعات المروية كالكتان مثلا، وهذا نجده قد تغفّل في حدود 6500 ق.م. وفي هذه الفترة أصبحنا أمام تطور معماري صحي، تجلى في إنشاء أقنية للتصريف داخل المنازل. وهنا لا بد أن نشير إلى موقع بقرص في سورية والعائد إلى /6500-6000ق.م/ ويعد من أقدم المواقع الأثرية في العالم. بالإضافة إلى نشوء أول قرية منتظمة بشكل مبكر، حيث أنشئت وفق مخطط معماري مسبق.

## الحفريات والأرشيف

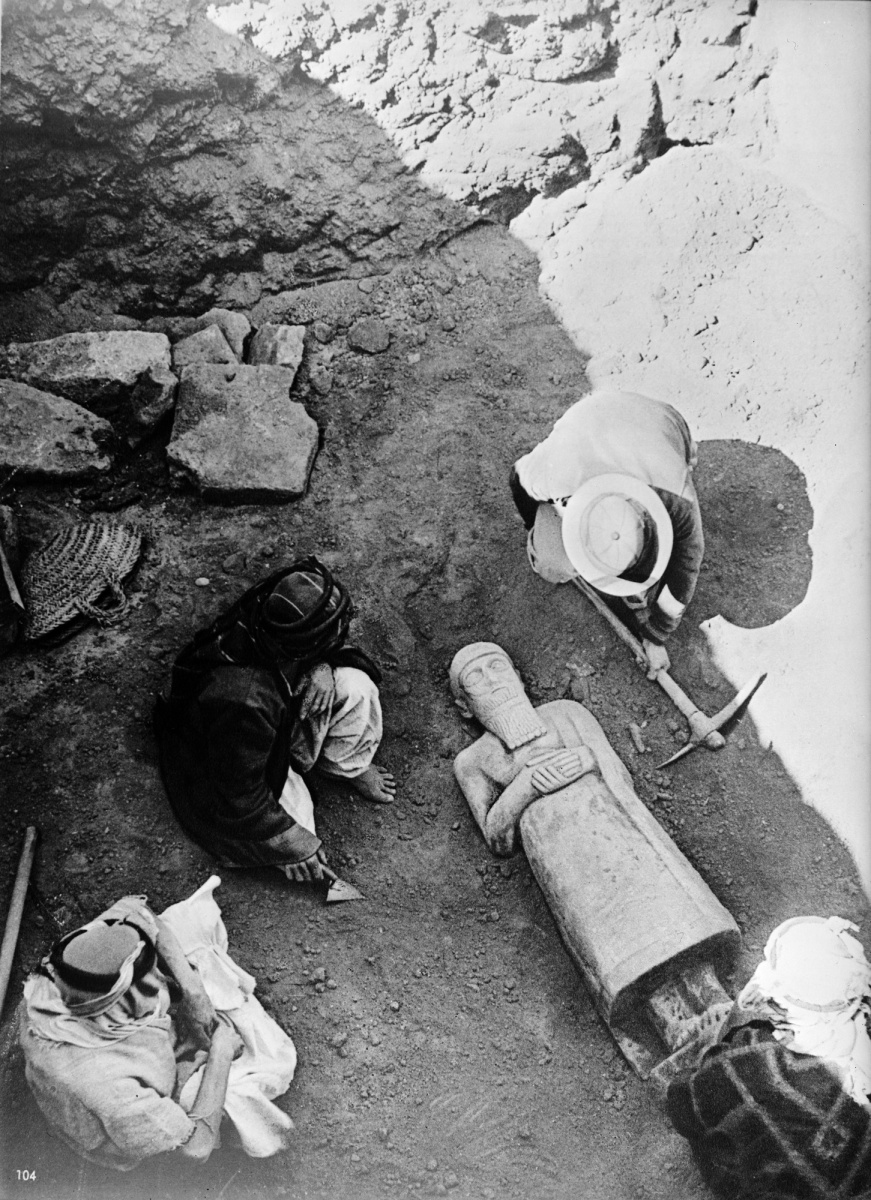
التنقيبات التي قام بها فريق أندريه بارو الأثري عام 1936. واكتشف تمثال الحاكم العسكري إشتوب-إيلوم

تم اكتشاف ماري عام 1933 في الجانب الشرقي من سوريا بالقرب من الحدود العراقية. حيث كانت قبيلة بدوية تحفر في تل يسمى تل الحريري بحثًا عن شاهد قبر يمكن استخدامه لرجل توفي مؤخرًا، حينها عثروا على تمثال مقطوع الرأس. بعد وصول الخبر إلى سلطات الانتداب الفرنسي على سوريا، حققت في الخبر، وبدأت عمليات التنقيب في الموقع في 14 ديسمبر 1933 على يد علماء آثار من متحف اللوفر في باريس. تم حفر موقع القطعة واكتشاف "معبد عشتار"، وبدأت حينها حفريات واسعة النطاق. صنف علماء الآثار ماري على أنها "الموقع الغربي للثقافة السومرية".
منذ بداية أعمال التنقيب اكتشف العلماء أكثر من 25 ألف لوح طيني باللغة الأكادية مكتوبة بالخط المسماري. تُعرض العديد من القطع الأثرية المكتشفة في متحف اللوفر،  والمتحف الوطني بحلب،  والمتحف الوطني بدمشق،  ومتحف دير الزور. ولاحقًا أُعيد بناء الواجهة الجنوبية لغرفة "فناء النخيل" من قصر زمري ليم، بما في ذلك الألواح الجدارية.
شملت عمليات التنقيب في ماري حملات سنوية في الأعوام 1933-1939، و1951-1956، ومنذ 1960  قاد أندريه بارو أول 21 موسمًا حتى عام 1974،  وتبعه "جان كلود مارغيرون" (1979-2004)،  ومنذ عام 2005 قاد الحملات التنقيبية "باسكال باترلين".
صدرت مجلة مُخصصة للموقع الأثري في 8 مجلدات بين عامي 1982 و1997، بعنوان "(بالفرنسية: Mari: Annales de recherches interdisciplinaires)‏ - ماري: سجلات البحوث متعددة التخصصات". حاول علماء الآثار تحديد عدد الطبقات التي ينحدر منها الموقع، ووفقًا لعالم الآثار الفرنسي أندريه بارو "كلما بدأت العمليات الحفرية العمودية بهدف تتبع تاريخ الموقع إلى الأرض النقية، يُكتشف اكتشافات هامة جدًا حتى نضطر لاستئناف الحفر الأفقي." 

### ألواح ماري
عُثر على أكثر من 25 ألف لوح في "مكتبة زمري ليم" المحترقة مكتوبة باللغة الأكادية،  منذ حوالي 1800 - 1750 قبل الميلاد. تقدم هذه الألواح معلومات عن المملكة وعاداتها وأسماء الأشخاص الذين عاشوا في تلك الفترة. ومن بين هذه الألواح أكثر من 3000 رسالة وتضمنت الألواح الأخرى نصوصًا إدارية واقتصادية وقضائية. يرجع تاريخ هذه الألواح إلى آخر 50 عامًا من استقلال ماري،  ونُشرت معظمها.
لغة النصوص هي اللغة الأكادية الرسمية، لكن الأسماء الشخصية والتلميحات في البنية اللغوية تظهر أن اللغة الشائعة بين سكان ماري كانت السامية الشمالية الغربية. وكان ستة من الألواح المكتشفة مكتوبة باللغة الحورية.

### وثائق ومخطوطات ماري
اكتشف في ماري الكثير من المخطوطات والوثائق التي تدل على مدى الرقي والتطور التي ساد المملكة، ومن الوثائق اللافتة لمملكة ماري رسالة من حاكم المدينة إلى ابنه يستخدم فيها مثلًا شعبيًا سوريا لا يزال دارجًا حتى اليوم وهو كما ورد في الوثيقة التي تعود إلى أكثر من أربعة آلاف عام
«الكلبة من عَجَلَتها ولدت جراءً عميانًا».
قدمت وثائق مملكة ماري السورية معلومات عن وجود جمعيات للفقراء والمساكين كان يُطلق عليها اسم «الموشكينوم» بمعنى المساكين وهذا يدل على مدى الرقي الإنساني والحضاري للمملكة. وفي مجال الحرف الصناعية أظهرت وثائق ماري وجود 11 نوعًا من الزيوت، وهناك مستودعات للثلج. كما أن هناك في ماري 10 أنواع من العطور، ويشير المؤرخ الفرنسي جان بوتيرو إلى أنه في وثائقه تبين له أنه في ورشات ماري كان يصنع نحو600 لتر من العطور شهريًا. وكانت تصدر العطور إلى كافة البلدان.
كما دلت الوثائق على وجود 26 نوعًا من الحلي والمجوهرات، و31 نوعًا من أواني الشرب، و21 نوعًا من الألبسة الداخلية، كما استخدمت الستائر والبطانيات وأغطية الأسرّة. وعن نهاية مملكة ماري أشار الدكتور خليف إلى أن موت ملك آشور شمشي أدد فسح المجال للفاعلية العمورية في بابل عبر حمورابي من أن تتبلور وتضم إليها آشور ثم بلاد بعل يموت في بلاد الشام ومن ثم بدأ نجم مملكة ماري في العام 1760 قبل الميلاد بعد نحو 1140 سنة بالافول بعد أن كانت منارة من الحضارة الروحية والمادية والاقتصادية والصناعية والاجتماعية.

### مخطط مدينة ماري
مخطط مدينة ماري الأصلي كان على شكل دائرة قطرها 19 كم رسمت وخطط لها كأفضل تخطيط لمدينة ملكية، كان للمدينة ميناء يتصل بقناة مائية مجهزة مع النهر (نهر الفرات) تؤمن الماء وتسهل وصول السفن التي كانت تبحر من ماري وإليها. وكانت المدينة محاطة بسور من كافة جهاتها عدا جهة النهر حيث كان المخطط الأصلي للمدينة على شكل دائرة كاملة تخترقها قناة متفرعة عن الفرات تؤمن جر المياه إلى المدينة وتسهل وصول السفن إلى المرفأ التجاري. ويُلاحظ أنه تم بناء السور؛ ثم شيدت الأبنية داخله، وكان التوسع العمراني يتجه من المركز إلى السور. مع ملاحظة أن السور يحيط بكافة جهات المدينة عدا الجهة التي على الفرات. وكان بشار خليف (باحث سوري) قد ترجم إلى العربية وثائق مملكة ماري الواقعة على الفرات بعد 74 عامًا من العثور عليها وترجمتها ودراستها من قبل الباحثين في الحضارات السورية القديمة في عدد من الجامعات الأوروبية.
وللمرة الأولى يطلع العالم على تفاصيل حياة هذه المملكة التي أنشئت في منطقة الفرات الأوسط (شرق سوريا) في الألف الثالث قبل الميلاد وكونت حضارة قوية كان لها علاقاتها وصلاتها مع باقي الحضارات والممالك في سوريا وبلاد ما بين النهرين والأناضول.

## ماري ورقي الحضارة الإنسانية
ماري ورقي الحضارة الإنسانية: لعل الخوض في تاريخ ماري على الفرات الأوسط والتي امتدت فعاليتها التاريخية الحضارية لما يزيد على 1200 عام /من حوالي 3000 - 1760 ق.م/، تدفعنا إلى البحث في العوامل والمعايير التي أدت إلى اعتبار الألف الثالث قبل الميلاد، مفصلا أساسيا في حركة تطور الاجتماع البشري في سورية والمشرق العربي آنذاك حيث كانت هناك الكثير من الممالك والمدن في منطقة الجزيرة السورية والتي تعد من أقدم الحضارات الإنسانية على الإطلاق. ولعل هذا التطور لم يكن ليحصل إلا عبر استناده على مجمل حركة التطور والرقي التي شهدها المجتمع الإنساني في الشرق منذ نقطة انعطافه الأساسية التي تكمن في ابتكار الزراعة في الألف التاسع قبل الميلاد في سورية. فمن عالم الزراعة ومفرزاته أصبحنا أمام معادلات حضارية جديدة أدت فيما أدته إلى توالد منجزات ساهمت في تفعيل الحياة الإنسانية في كافة أوجهها الاقتصادية التجارية الاجتماعية الاعتقادية والحرفية والفنية.
وعلى هذا نستطيع فهم مقولة الباحث جاك كوفان من أن المعنى التقليدي لنشوء الزراعة يرتكز في معياره الحاسم على إنتاج المعيشة وأنه بهذا الإنتاج، إنما بدأ في الواقع صعود المقدرة البشرية التي ليست حداثتنا سوى ثمرة لها، والجدير ذكره هنا هو أن ابتكار الزراعة لأول مرة في التاريخ البشري، تم في الشرق وتحديدا من المنطقة الممتدة من الفرات الأوسط مرورا بحوضة دمشق وحتى مناطق جنوب سوريا. ولتبيان أهمية هذا المنجز على صعيد الحياة الإنسانية فلا بد من تحديد الآفاق التي فتحها هذا الابتكار:
- أولا: إن الاستقرار الذي وفرته الحياة الزراعية أدى إلى إحساس المجتمعات القديمة بالسلام والطمأنينة مما أدى إلى ازدياد أعداد أفرادها وتوسع مواقعها إلى مستوطنات زراعية أخذت تكبر باطراد مع الزمن مؤدية إلى منجز نشوء المدن الأولى وهو ما تمّ في المشرق في النصف الثاني من الألف الرابع قبل الميلاد.
- ثانيا: إن ما وفرته الحياة الزراعية من منتج ومردود دفع إلى التبادل التجاري النشط وتطور عالم التجارة مما أدى إلي ازدهار المواقع وغناها وهذا يستتبع توسعها وزيادة فاعليتها الاجتماعية والاقتصادية. أدى هذا المنجز وفق مقولة «الحاجة أم الاختراع» إلى استنباط وسائل أولية للعدّ تسهل من التبادل التجاري والسلعي ما اعتبر بداية لعلم الحساب والعدّ.
- ثالثا: سوف تتوالى المظاهر التطورية لهذا الأمر وصولا إلى بدايات الكتابة، المتجلية في الكتابات التصويرية وذلك في النصف الثاني من الألف الرابع قبل الميلاد.
- رابعا: لا بد أن يؤدي ابتكار الزراعة إلى تطور تقنيات الصناعات الحرفية والفخارية بما سيساهم في تطور الفنون في مناحيها المجتمعية والفردية. وإن تراكم الخبرات التقنية عبر العصور هو الذي أدى إلى الدخول في عالم استثمار المعادن بدءا من النحاس فالبرونز ثم الحديد مرورا بالقصدير والفضة والذهب.
- خامسا: إن نشوء الزراعات المروية جعل المجتمعات تنظم وسائل الري وجرّها عبر السواقي أو السدود أو الأقنية، ما اقتضى انبثاق سلطات مجتمعية تنظم هذه الأعمال مما أدى ذلك إلى نشوء السلطة في المجتمعات القديمة عابرة من السلطة المعبدية إلى السلطة الزمنية التي أكّدت انفصالها عن سلطة المعبد مع نشوء مدن الدول في الألف الثالث قبل الميلاد.

يقول الباحث بوهارد برينتس: «إن التطور الذي أدى إلى الثورة العمرانية ونشوء المدن الأولى /في نهاية الألف الرابع قبل الميلاد/ لم يكن ليحصل إلا نتيجة لظهور الزراعة وتطورها وتقسيم العمل في الحرفة والزراعة وظهور التجارة. وان النمو الكبير لمردود العمل /حيث أنه في الزراعة، ازداد الإنتاج خمسة أضعاف عما كان عليه في مرحلة الصيد/ أدى إلى زيادة سريعة في عدد السكان، مما أدى إلى ظهور المدن الكبرى وبروز أشكال جديدة في حياة المجتمع»
إذن نصل من كل هذا إلى أن ثمة تواصلية في المنجز الحضاري لسورية والمشرق العربي القديم، ولعل التوالد الحضاري للمنجز هو الذي أدى إلى سلسلة واحدة من الإبداعات الحضارية، فالزراعة أدت إلى الاقتصاد الحضاري والزراعة أدت إلى تعميق وتنظيم وانتظام العلاقات الاجتماعية، وهي التي ساهمت في الازدهار والغنى الذي أدى إلى أوجه النشاط الاقتصادي التجاري، مما أوصل تلك المستوطنات إلى الاتساع والكثافة السكانية وبالتالي نشوء المدن الأولى. وهو الذي أدى إلى بزوغ عالم الرياضيات في نواته البسيطة ثم نشوء الكتابات التصويرية وتطورها إلى الكتابات الأبجدية فيما بعد.
ولا بأس من رصد أوجه الحياة في سوريا للفترة الممتدة بين منتصف الألف الرابع قبل الميلاد، لتحديد المعايير والقواعد الأساسية التي أدت إلى نشوء المدن الأولى في المشرق العربي.

## موطن الحضارة

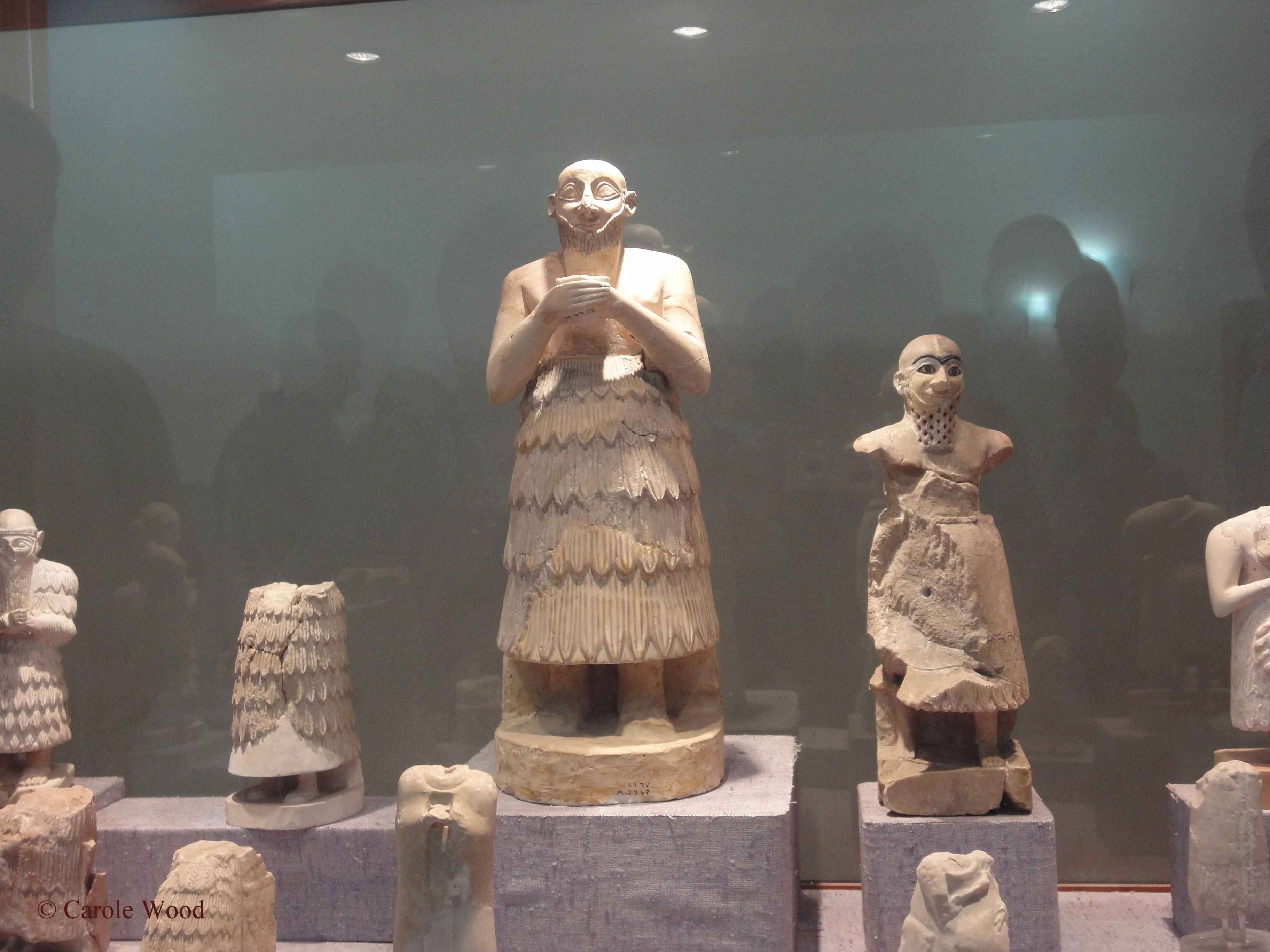
تماثيل من ماري في متحف حلب الوطني.

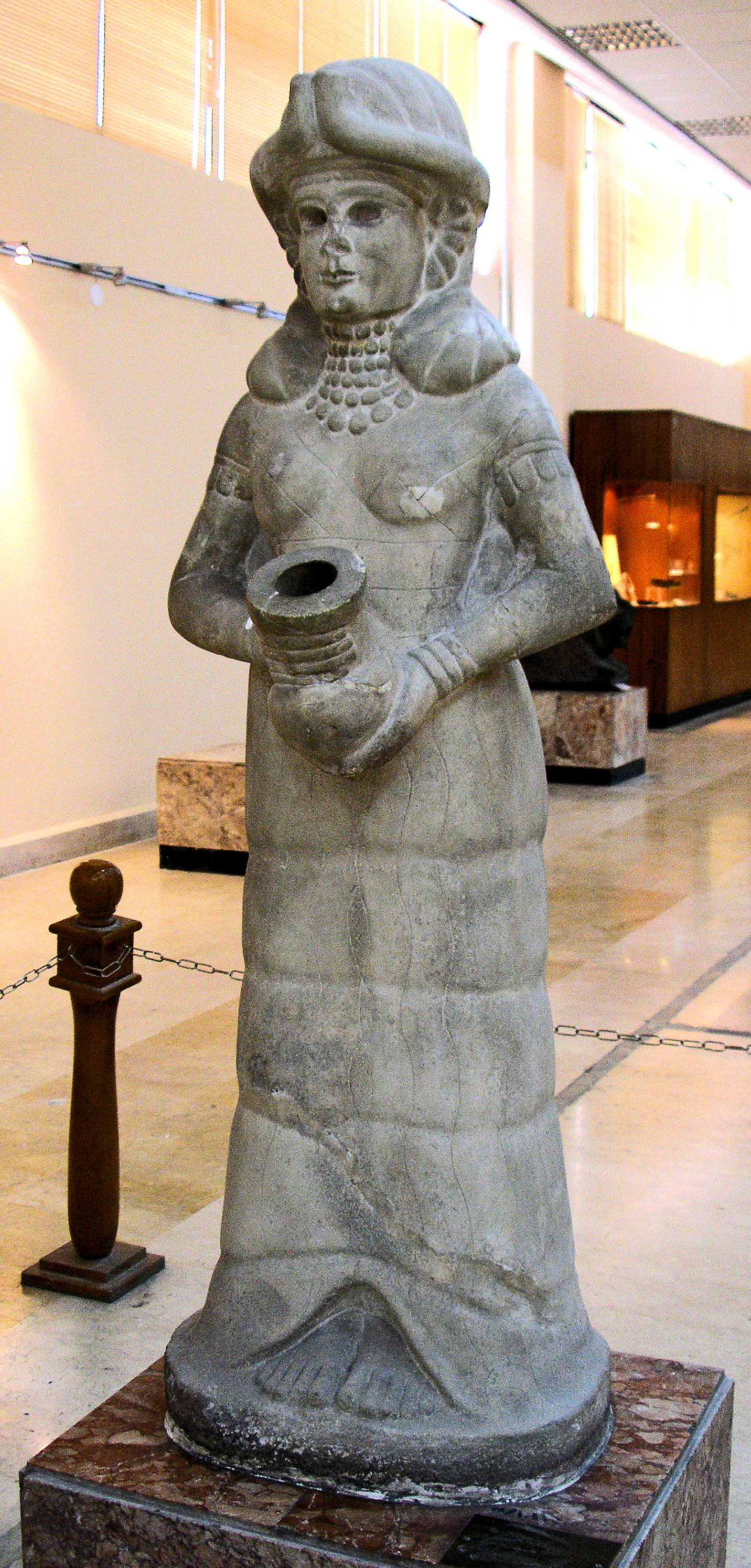
تمثال ربة الينبوع في متحف حلب الوطني.

الفترة الممتدة بين 6000-3500ق.م، أكدت الممالك السورية والمكتشفات على أن سوريا هي من أهم مواطن الحضارات في الشرق فمثلا إن موقع الكرم في البادية السورية، قدّم دليلا على ممارسة الزراعة المروية عبر جرّ المياه من الينابيع أو الأنهار (الفرات). وهي من أوائل المواقع التي دجنت الحيوانات وعرفت الزارعة. ولعل الاستقرار الذي أمنته حياة الزراعة أدى إلى ابتكارات وتقنيات جديدة في كافة المجالات. وتنبغي الإشارة إلى أن مواقع المجتمع المشرقي استخدمت المعادن ولا سيما النحاس منذ الألف الخامس قبل الميلاد. ومع حوالي 4500 ق.م سوف نجد مواقع الجنوب الرافدي وتبعا لإشراطات البيئة الطميية والمستنقعية تعمد إلى تكييف الوسط الطبيعي بما يلائم احتياجاتها فقد قام سكان هذه المواقع بمكافحة ملوحة التربة، وتجفيف المستنقعات ومارسوا الزراعة المروية بإتقان، ولعل استخدامهم لتقنيات الري الصناعي حتّمت نشوء سلطة مجتمعية وبنى اجتماعية متطورة وهذا ما أدى إلى تأسيس أولي للقاعدة المادية الاجتماعية لنشوء المدن الأولى مع نهاية الألف الرابع فبل الميلاد.
وعلى هذا يقول برنيتيس: إن الفترة الممتدة بين نهاية الألف الرابع قبل الميلاد وبداية الألف الثالث قبل الميلاد (فترة قيام مملكة ماري)، تلعب دورا خاصا في تاريخ البشرية، ففي هذه المرحلة قامت سلطة الدولة التي هي نتاج حركة المجتمع وتطوره.
- سورية وما حولها في منتصف الألف الرابع قبل الميلاد 3500 ق. م:

مع حلول منتصف الألف الرابع، أصبحنا أمام محددات عدة أدت فيما أدته إلى نشوء المدن الأولى في سوريا والمشرق. فالتطور الاجتماعي الاقتصادي التجاري الذهني شكّل رافعة حضارية مستمرة منذ نشوء الزراعة حتى هذا العصر. فكان طبيعيا أن نصبح أمام مجتمعات مركبة ذات علاقات حياتية معقدة فرضت وجود سلطات سياسية ولو في طورها الابتدائي بالإضافة إلى بدايات التواجد المؤسساتي للفاعليات التجارية والاقتصادية والحرفية.
وكل هذا يندغم بشكل متجانس مع تضخم العمران والتمدن حيث بتنا في مواقع هذه الفترة نعثر على معابد ضخمة. ولعل مواقع الجناح الشرقي للمشرق العربي تؤكد ما ذكرناه آنفا، فمن موقع مدينة أوروك إلى أريد ومرورا بتبة غورا أما مواقع الجناح الغربي فنجد تل براك وتل حلف في الجزيرة السورية العليا ومواقع مدن حبوبة الكبيرة الجنوبية وعارودة وتل قناص. وتشير الأبحاث الأثرية والتاريخية إلى تشابه النمط المعماري لمعابد تلك المواقع فيما بينها. ويبدو وأن الخط الحضاري آنذاك تطور متزامنا بين المواقع الرافدية والمواقع الشامية وهذا ما يوثق في بواكير نشوء الكتابة في نهاية الألف الرابع قبل الميلاد.
وبالاتجاه نحو الربع الأخير من هذه الألفية نجد ظهور الأختام الأسطوانية التي ابتكرت نتيجة الحاجة لها في التبادل التجاري والسلعي لكافة أوجه الحياة التجارية الزراعية والحرفية والحيوانية. حيث بتنا في هذه الفترة أمام أختام اسطوانية تخّتم البضائع وتحمل أسماء أصحابها.
الجدير ذكره هنا، هو أن مدينة حبوبة الكبيرة الجنوبية أنشئت على الفرات وفق مخطط مسبق ودقيق. وقد أحيطت بسور طوله 600 متر وعرضه ثلاثة أمتار. إن صفة المخطط المسبق للإنشاء والسور الواقي للمدينة سنجدها مكررة في نشوء مدينة ماري مع مطلع الألف الثالث وكذلك في تل الخويرة وإبلا وغيرها من الحضارات السورية القديمة.
وتشير الدراسات التاريخية إلى أن الواقع الديمغرافي في هذه الفترة كان يشمل السومريين والأكاديين، حيث يلاحظ تواجد أكادي إلى جانب السومريين منذ ذلك الوقت وهذا ما تؤكده معطيات الوثائق والاكتشافات الأثرية الحديثة.
ويشير الباحث برينتس إلى أن السومريين وحين جاؤوا إلى المشرق العربي /الرافدي (سوريا والعراق)/ في أواسط الألف الرابع قبل الميلاد، أكملوا ما كان بدأه العبيديون /4500 _3500 ق.م/ وقد دل على ذلك بأن الكتابة واللغة السومرية احتوت على كلمات كثيرة مقتبسة ممن قبلهم، بالإضافة إلى أن الكثير من أسماء الآلهة السومرية مأخوذة من لغات الشعوب التي سكنت الرافدين قبل السومريين. كذلك يشير الباحث إلى أن المدن السومرية كلها تقريبا تحمل أسماء غير سومرية وتعود في أصولها إلى الحضارات التي سبقت السومريين /العبيديون/ وغيرهم من الحضارات السورية في المنطقة.
وباطراد ومع اقترابنا من نهاية الألف الرابع قبل الميلاد، فإننا نجد أن مدن المشرق الأولى تمتلك مصالح اقتصادية تجارية حتمت نشوء السلطة الزمنية بديلا عن سلطة المعبد بحيث بدأت تنظم فاعليات الحياة المشرقية بما يتلائم مع تطور المجتمع في مواقعه المتعددة. وسرعان ما نجد أنه مع نهاية الألف الرابع قبل الميلاد، مثل بعض المدن في شمالي شرق سوريا: تل العشارة _ تل ليلان _ تل براك وغيرها من مدن سورية قديمة. ونلحظ ظهور الموازييك في معبدها كأول ظهور له في الشرق.
الجدير ذكره هنا.. هو أن في هذه الفترة كانت الكتابة تخرج من عالم الحساب والعدّ باتجاه نشوء الكتابات التصويرية ومن ثم تحّول الصورة إلي رمز له قيمة صوتية مجردة. بحيث أصبحنا أمام ظهور لكتابات تسجيلية اقتصادية الطابع تحمل فواتير وسجلات لمواد واردة أو صادرة عن المعابد. ومع مطلع الألف الثالث قبل الميلاد سوف نلاحظ أن مملكة ماري السورية بدأت إنشاء مدينتها وفق مخطط مسبق وداخل سور على الفرات الأوسط بادئة الخط الحضاري لسورية في عصر الكتابة.
يقول جان كلودمارغرون: «لقد سمح نهر الفرات لسورية أن تشرع بعملية التمدن، ذلك أنه يسّر لها التطور من خلال العلاقات التجارية انطلاقا من المدن السومرية في الألف الرابع قبل الميلاد. وهو دائما وأبدا وللأسباب ذاتها الذي ضمن تطور سورية الداخلية في الألف الثالث قبل الميلاد».
- إنشاء مدينة ماري 2900 ق.م

مطلع الألف الثالث قبل الميلاد: مع حوالي 2900 قبل الميلاد نجد أنفسنا أمام ظهور لمدن جديدة، بالإضافة إلى استمرارية لمدن من العصر السابق. فإلى جانب أوروك نجد كيش _ أور _ لجش _ شوروباك _ أدب في الجناح الشرقي، في الجناح السوري فسنجد مملكة ماري وتل الخويرة بالإضافة إلى وجود مواقع ك ابلا وأوغاريت وغيرها من ممالك ومدن سوريا القديمة. أما البروفيسور مارغرون فيؤكد أن ماري حسب الاعتقاد القديم هي عاصمة سومرية ولكن الأبحاث الحديثة تظهر أن ماري تمتلك صفات خاصة بها وإلى جانبها صفات سومرية وسورية قديمة.
ولعل من أهم خصائص دورة حياة هذا العصر:
- أولًا: حصول تطور في مجال العمران وتقنياته مما أدى إلى توسع المدن وتلبية النظام العمراني لحاجات السكان المادية والروحية.
- ثانيًا: انفصلت السلطة المعتقدية عن المجتمع عمرانيا، بحيث أصبحنا أمام معابد مفصولة عن المحيط المديني ففي العصر السابق أبانت مواقع مدن أوروك وحبوبة الكبيرة الجنوبية وعارودة وقناص أن المعابد كانت تقام في أحياء خاصة. مع ملاحظة أنه عثر في مملكة ماري على معابد الألف الثالث ومعبد مرتبط بالقصر الملكي /قصر معبد/ الذي يعد من أكبر القصور في الممالك القديمة، ما يشي باستقلالية ما عن الخط المعماري الذهني الاعتقادي الذي كان سائدا
- ثالثًا: في مجال الحياة الفنية أصبحنا في هذا العصر أمام ظهور لاتجاهات فنية جديدة، سواء في الأسلوب أو المعالجات أو مواضيع المجالات الفنية. كل هذا تحقق في الفسيفساء والنقش على الأختام وصناعة الفخار.
- رابعًا: لعل من أهم ما يميز هذا العصر هو توطد دعائم السلطة الزمنية وانفصال السلطة المعتقدية عنها، ونشوء مؤسسات تعنى بأوجه الحياة السياسية والاجتماعية والاقتصادية والتجارية والحرفية.

يقول الباحث مارك لوبو: إن الإشغال البشري في سورية في الألف الثالث قبل الميلاد، كان أثره ملموسا في منحيين:
- الأول في الزراعة
- الثاني المتولد عن الأول والذي يتجلى في التجمعات المدنية وبناء الحضارات.

إن هذين المنحيين يتميزان في الانتشار الواسع والعميق بحيث بتنا أمام بنى اجتماعية واقتصادية لجماعات بشرية ومدن وممالك وصلت لمراحل متطورة في كافة المجالات التجارية والصناعية والفنية والاجتماعية وفي التنظيم والعلاقات والقوانين والتجارة وجميعها كانت من صفات مملكة ماري التي ارتقت بين الحضارات السورية القديمة.

## الوضع الحالي
توقفت عمليات الحفريات في عام 2011 نتيجة للحرب الأهلية السورية ولم تستأنف منذ ذلك الحين. وقع الموقع تحت سيطرة جماعات مسلحة وتعرض لعمليات نهب واسعة النطاق. وكشف تقرير رسمي عام 2014 أن اللصوص ركزوا على القصر الملكي والحمامات العامة ومعبد عشتار ومعبد داغان. واستنادًا إلى صور الأقمار الصناعية، فقد استمرت عمليات النهب حتى عام 2017 على الأقل.

## وصلات خارجية
- الموسوعة العربية
- اكتشف سوريا
- النشاط التجاري في مملكة ماري
- مملكة ماري من أعظم حضارات العالم القديم في حوض الفرات